# Montre (horlogerie)
Pour les articles homonymes, voir Montre.
 (novembre 2011).
Si vous disposez d'ouvrages ou d'articles de référence ou si vous connaissez des sites web de qualité traitant du thème abordé ici, merci de compléter l'article en donnant les références utiles à sa vérifiabilité et en les liant à la section « Notes et références ».

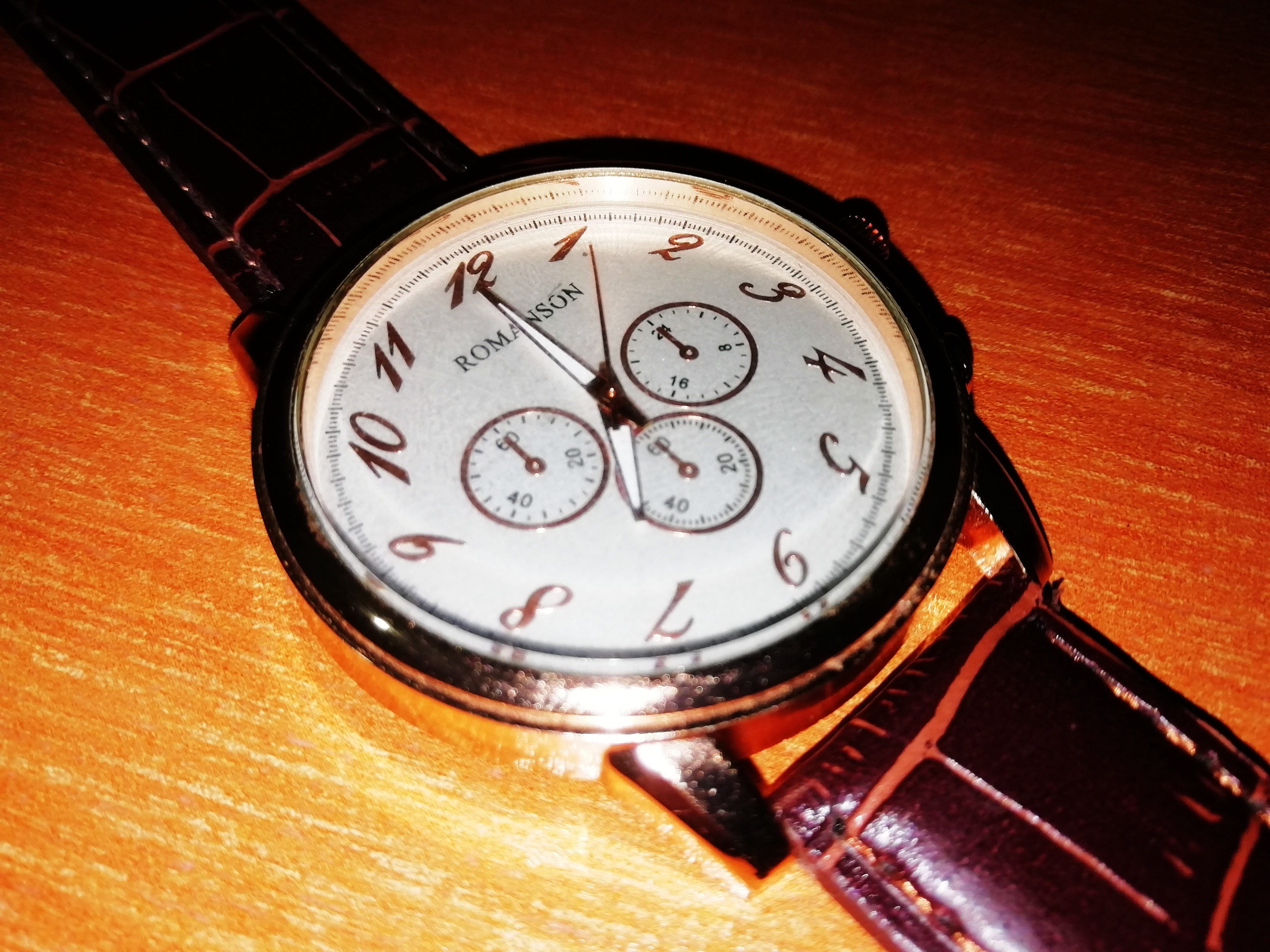
Romanson montre-bracelet.

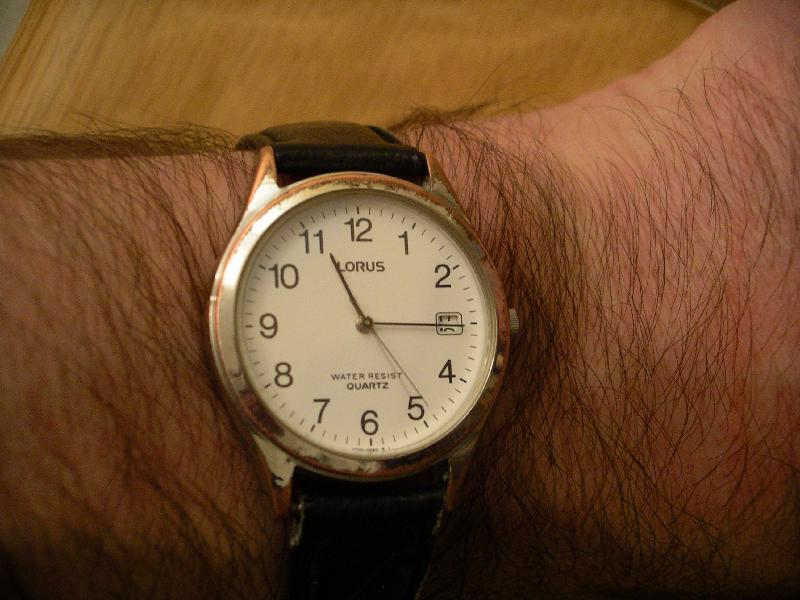
Montre-bracelet à affichage analogique portée au poignet.

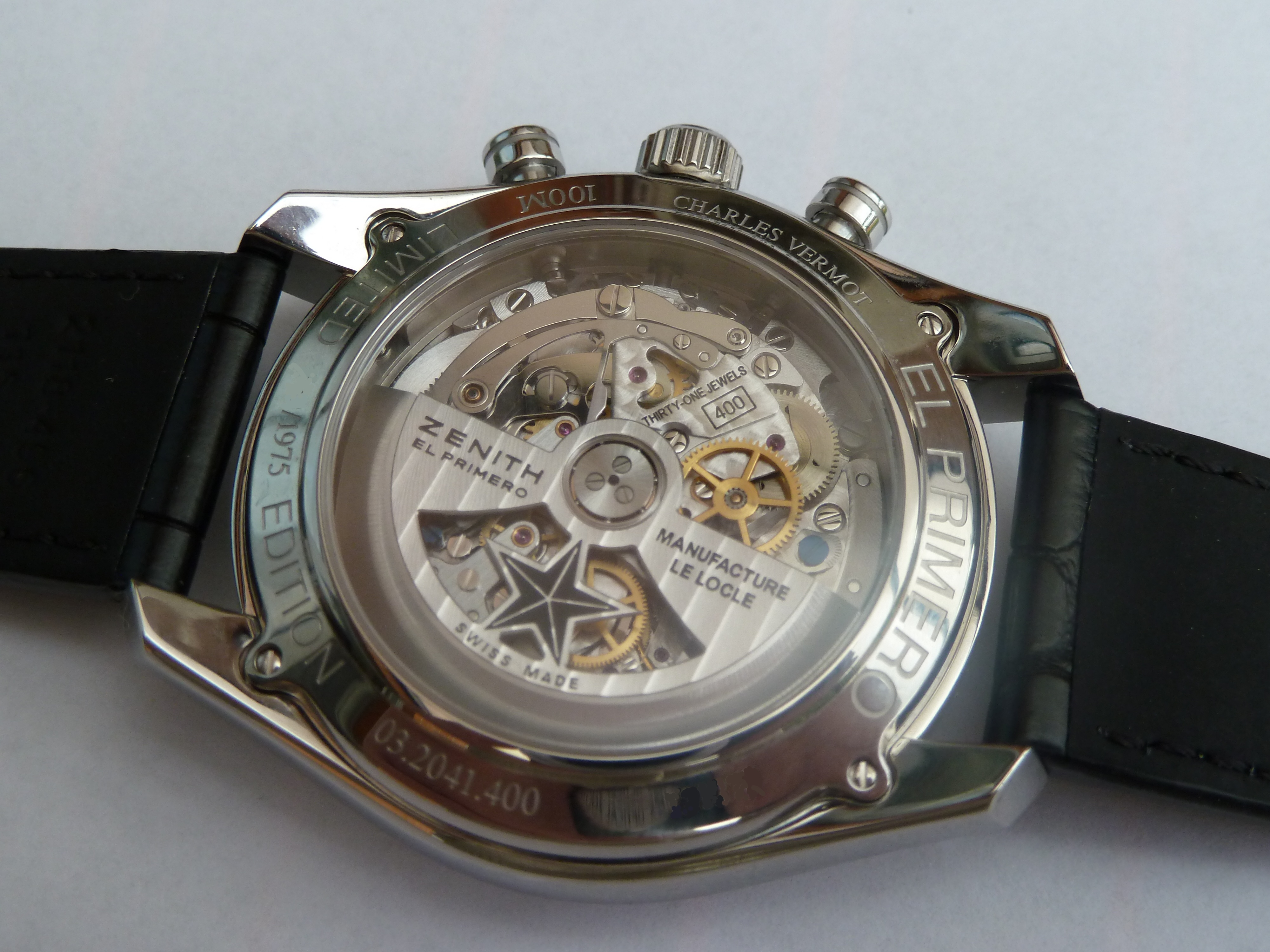
Fond transparent d'une montre Zenith laissant apparaître le mouvement de la montre.

Une montre est un instrument de mesure du temps qui se porte sur soi. Une montre diffère d’une horloge, d’une pendule ou de tout autre instrument de mesure du temps par le fait qu’elle peut être emportée lors de déplacements sans que son fonctionnement soit altéré.
Le terme montre provient de la combinaison de deux définitions :
- « Boîte vitrée dans laquelle les orfèvres et les bijoutiers mettent leurs marchandises, afin qu'on les voie sans pouvoir y toucher. »
- « Platine qui indique les heures dans une horloge. Les horloges dans les églises avaient des montres dedans et dehors. » Aujourd’hui, l’objet que désigne cette deuxième définition est le cadran.

Les premières montres sont portées dans une poche de gilet, veste ou veston (poche qui portait le nom de gousset, d'où le nom de montre de gousset), ou bien encore attachées à l'extrémité d'un ruban ou d'une chaînette fixé en haut de la culotte ou du pantalon.
Au XXIe siècle, la montre se porte majoritairement au poignet et est dite « montre-bracelet ». Une montre doit présenter certaines qualités. Parmi les plus courantes :
- l'exactitude (voir Chronomètre) ;
- la stabilité, ou fiabilité ;
- l'étanchéité pour préserver le mouvement de toute humidité et autres influences nuisibles à sa bonne marche ;
- la résistance aux chocs, par exemple le système G-Shock ou le système « incabloc » ;
- le verre inrayable : saphir synthétique ;
- l'antimagnétisme.

Mais concurrencées dans leur fonction initiale (donner l'heure), par les smartphones dont l'usage se généralise au début du XXIe siècle, les montres deviennent essentiellement des accessoires de mode.

## Historique

### Premières montres

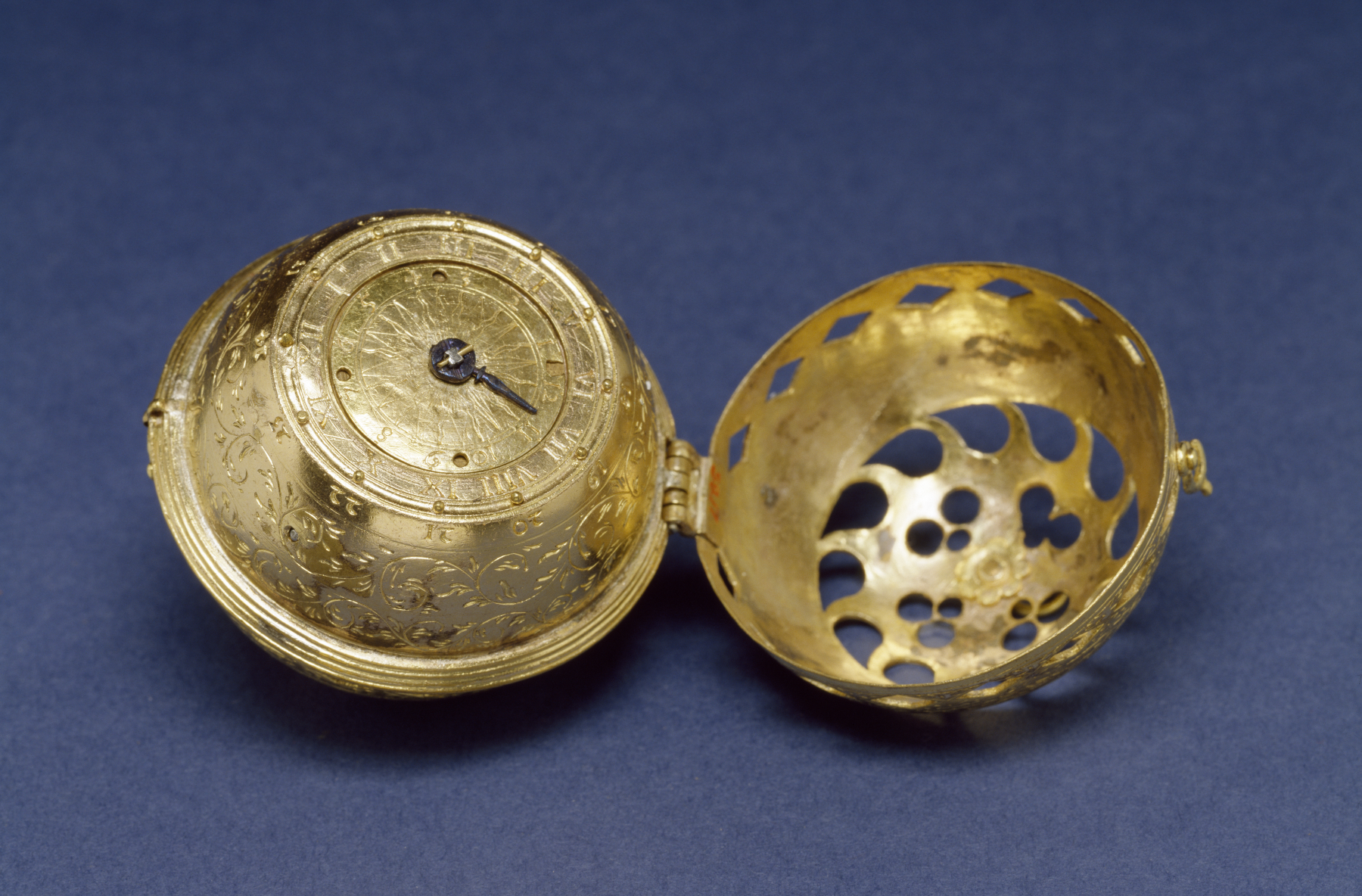
Montre connue la plus ancienne, datant de 1530.

Les premières montres portatives apparaissent au XVIe siècle. Leur invention est traditionnellement attribuée à l'horloger allemand Peter Henlein qui conçoit de très petites horloges auxquelles il soude un anneau sur le côté. Elles peuvent ainsi être portées en sautoir ou au bout d'une chaîne autour du cou. Cette conception a lieu vers 1510, date approximative, justifiée par des textes d'archives, mais il est fait mention d'horloges portatives fabriquées plus tôt en Italie.
La boite des premières montres a longtemps une forme ovale qui leur fait prendre le surnom d'œuf de Nuremberg (de). Elles s'aplatissent progressivement pour donner les montres à gousset.

### Montre de gousset
Jusqu'au début du XXe siècle, le modèle de montre le plus répandu est la montre de poche (ou de gousset), le gousset étant le nom de la petite poche du gilet prévue à cet usage. Les montres sont généralement attachées au gilet par une chaîne ou un ruban. Elles sont souvent pourvues d'un couvercle. Le remontoir et la molette de réglage de l'heure se trouvent à douze heures, dans l'anneau. Les montres-bracelets sont alors essentiellement destinées à la clientèle féminine.

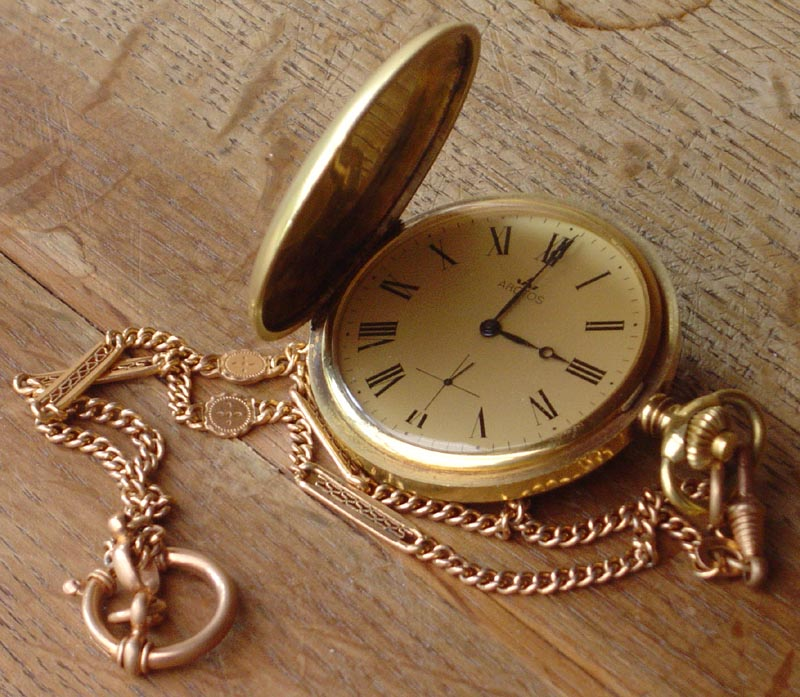
Montre de gousset.
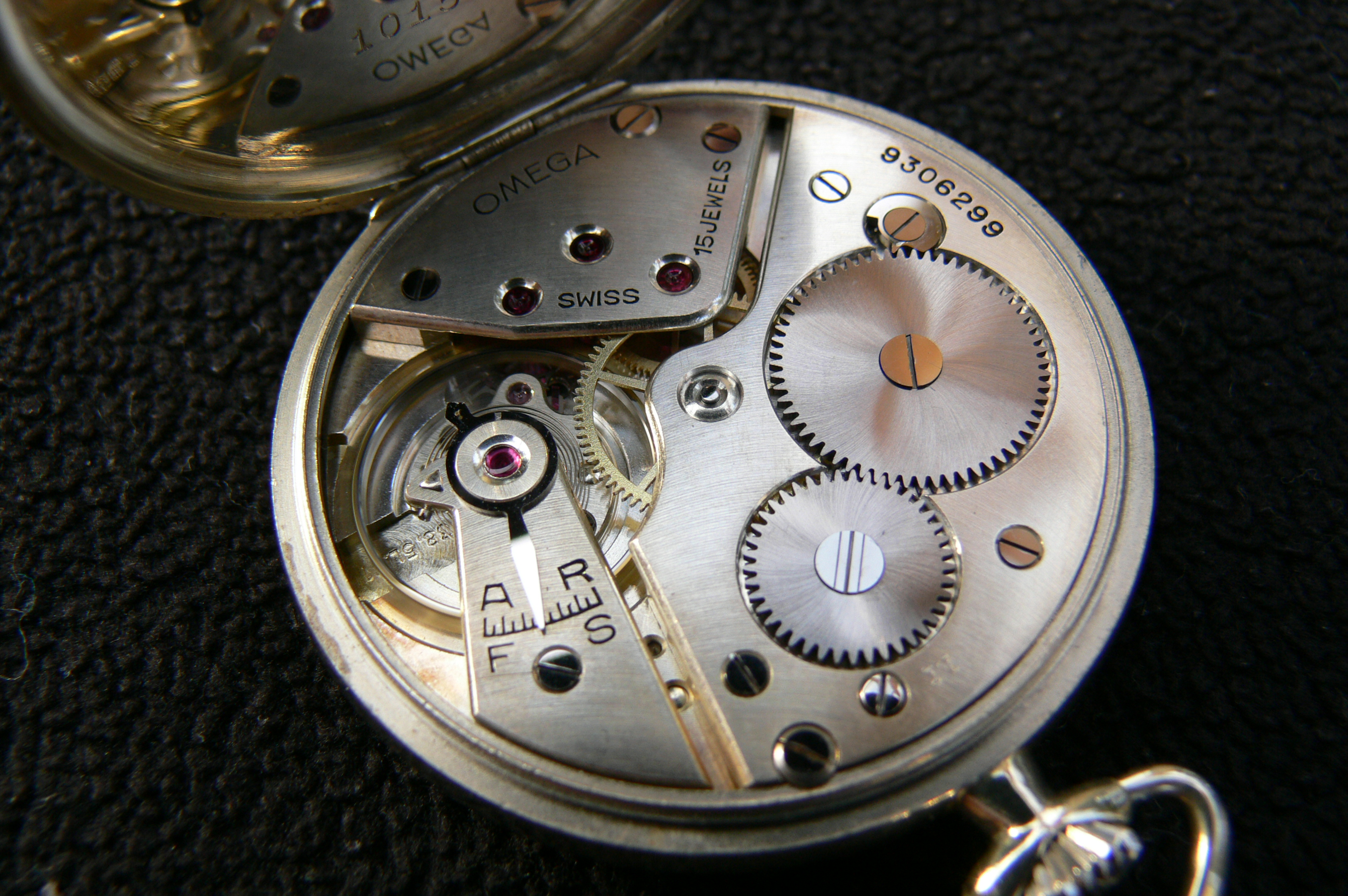
Montre de gousset Omega Calibre 38.5.

### Montre-bracelet
En 1571, le comte de Leicester offre un bracelet muni d'une petite montre à la reine Élisabeth Ire. En 1722, un artisan parisien aurait fabriqué des montres-bracelets ou des bracelets-montres. En 1790, Jaquet-Droz propose des montres-bracelets à Genève. Au début du XIXe siècle, la montre-bracelet est considérée comme un accessoire féminin. Ainsi en 1806, l'impératrice Joséphine commande à François-Régnault Nitot deux bracelets-montres ornés de perles et d'émeraudes afin de les offrir comme cadeau de mariage à sa future belle-fille la princesse Augusta-Amélie de Bavière qui épouse son fils Eugène de Beauharnais.
En 1811, Abraham-Louis Breguet remet une montre-bracelet à complications — dont il a reçu commande en juin 1810 — à la reine consort de Naples, Caroline Bonaparte. 
Les horlogers de l'époque proposaient aussi, pour la clientèle féminine, des montres-pendentifs, de taille plus réduite, que l'on suspendait au cou à l'aide d'une chaîne ou d'un ruban. Dans certains cas, c'était plus un bijou qu'un objet fonctionnel : il est en effet peu commode pour celle qui la porte d'y lire l'heure si le XII (12 heures) est du côté de l'anneau bélière, mais cette difficulté a été résolue par certains horlogers qui ont placé le VI (6 heures) du cadran du côté de l'anneau : en relevant devant soi la montre avec l'anneau en bas, on lit le cadran normalement.
Certains horlogers ont réussi au XIXe siècle à miniaturiser le mouvement et le boîtier et à créer ainsi une montre-bague.
La première production en série semble remonter à 1880 : la firme Girard-Perregaux à La Chaux-de-Fonds livre une commande de 2 000 montres-bracelets (munies d'une grille de protection) à la marine impériale allemande,.
« C'est vraisemblablement tout d'abord au cours de la guerre des Boers (1899-1902) que la montre-bracelet fit ses preuves dans la pratique en tant qu'objet d'équipement militaire. Ces expériences se répercutèrent plus tard sur le marché civil en Angleterre. [...] ».
Une montre-bracelet de fortune s'obtient en fixant au poignet leurs montres de gousset par des anses soudées à douze heures et à six heures, ou par fixation du boîtier sur un « berceau » métallique fabriqué spécialement, à un bracelet en cuir ou en tissu muni d'un fermoir ou d'une boucle. Cette transformation permettait à l'utilisateur de consulter son garde-temps d'une manière plus rapide et plus pratique, tout en le rendant moins vulnérable aux chocs ou aux chutes. Le remontoir (et donc la couronne de remontoir) commencèrent à être placés latéralement à 3 heures.
On trouve cependant un grand nombre de montres-bracelets (souvent des montres de gousset modifiées, « demi-savonnettes », etc.) bien avant la fin du XIXe siècle. Au départ, il s'agit plutôt d'articles de prestige. Ainsi la firme suisse Omega produit-elle la première montre-bracelet à répétition-minutes en 1892 (la montre est équipée d'un mouvement Audemars Piguet). La première montre-bracelet de série de la même firme remonte à 1900 . Au début, il est assez courant de porter la montre au poignet droit : on fixe donc la couronne du remontoir à 9 heures (et non à 3 heures comme aujourd'hui) .
Les premières montres-bracelets pour hommes sont considérées comme farfelues, voire très efféminées.
En 1904, Louis Cartier donne une impulsion réelle à l’horlogerie en créant pour son ami Alberto Santos-Dumont une montre-bracelet adaptée à sa discipline. Elle permet en effet à l’aviateur brésilien de pouvoir lire l’heure en plein vol, ce qui en fait la première montre pilote et contribue à faire de la montre-bracelet une montre d’homme. Quand, en 1906, la foule vit Santos-Dumont s’extraire de son aéroplane 14 bis en vérifiant sa montre pour savoir s’il venait de battre un record, ses admirateurs s’intéressèrent immédiatement à cet instrument à mesurer le temps et désirèrent le posséder[réf. souhaitée]. 800 exemplaires seront commercialisés en 1911.
En 1914, la montre-bracelet fait encore figure de nouveauté, mais est très répandue :

« L'exposition nationale suisse de Berne (1914) est la consécration de la montre-bracelet dans toute sa variété, dans toute sa richesse et avec la décoration modeste et de bon goût que permet le peu de matière employée. Aucun des exposants ne s'est soustrait à la mode bracelet. Touchante unanimité ! »

— Adrien Brandt (vice-président d'Omega) .
Pendant la Première Guerre mondiale, Omega produit des montres-bracelets militaires (équipées d'une grille métallique ajourée devant le cadran) : le calibre 13" équipe certaines troupes du corps expéditionnaire américain . La Grande Guerre achève d'ailleurs de populariser la montre-bracelet, qui ne cesse de se miniaturiser et de se perfectionner par la suite.

#### Montres étanches
Le développement de la plongée autonome a mis en lumière l'importance de la mesure du temps de plongée pour éviter les accidents de décompression dus à la saturation des gaz dissous dans le sang. Les montres étanches sont donc apparues avec les premières réalisations pratiques de scaphandres autonomes, comme ceux de Le Prieur, des nageurs de combat italiens de la seconde Guerre Mondiale, puis de Cousteau. En 1935 la firme Oméga teste une montre étanche jusqu'à 135 m.
Durant la seconde guerre mondiale, les nageurs de combat de la Décima MAS, comme Luigi Durand de la Penne utilisaient des montres à mouvement suisse Rolex enchâssé dans un boîtier étanche spécialement réalisé par l'horloger italien Panerai lors du raid d'Alexandrie où furent coulés les cuirassés anglais HMS Valiant et HMS Queen Elizabeth, instruments d'autant plus indispensables qu'il s'agissait aussi de chronométrer les bombes à retardement posées sous ces navires. Toutefois ces montres mirent un certain temps à se généraliser, vu leur prix.
Ainsi, lors de son exploration de la Galère de Madhia (Tunisie) chargée de statues antiques, au début des années 50 Jacques-Yves Cousteau dut, faute de montres étanches, inventer « l'horloge pétante » : un fusilier marin embarqué sur le navire support tirait ponctuellement un coup de fusil dans l'eau toutes les minutes et le bruit dans l'eau, accompagné par la chute de la douille, permettaient de minuter le temps de plongée.

## Chronologie
Cette section présente l'évolution des mécanismes qui ont permis à la montre de devenir ce qu'elle est aujourd'hui. Mécaniquement parlant, précédant l'arrivée du quartz, de l'électronique et des mécanismes électriques, différentes solutions ont été utilisées pour réguler la marche des montres et pendules. Il s'agit de ce que l'on nomme "échappement". Le plus ancien est l'échappement à verge (inventeur inconnu) transposé de l'horlogerie. Mais de nombreuses autres approches ont été adoptées. Pour ne parler que des principales, citons ensuite l'échappement à cylindre de Graham, l'échappement à ancre suisse, le plus courant, sa variante à goupille utilisée dans les montres Roskopf notamment, plus ancienne que le dernier échappement en date, le coaxial (en) de George Daniels en 1976. Mentionnons également l'échappement à détente, rare dans les montres et soulignons l'existence de très nombreuses variantes, riches en diversité mais beaucoup plus rares (Cfer. ouvrages spécifiques à ce sujet Tardy notamment).
- Au Moyen Âge, l'horloge des beffrois, clochers et bâtiments publics utilisent le mécanisme du foliot (régulateur qui donne la base du temps) et du poids qu'il faut remonter
- La montre apparaît quand le poids volumineux est remplacé par le ressort moteur. Elle résulte ainsi de la miniaturisation des horloges de table qui, grâce à ce ressort, peuvent être déplacées et qui prennent la relève des horloges murales à poids[17].
- En prêchant contre la fabrication de croix et de calices, Jean Calvin (1509-1564) a incité les orfèvres genevois à se tourner vers l'horlogerie. Un demi-siècle plus tard apparaissent les premiers éléments de la Fabrique genevoise.
- 1650 : le pendule est utilisé comme résonateur
  - En 1657, la première horloge à pendule est construite par l'horloger Salomon Coster, à La Haye, d'après les instructions du savant hollandais Christian Huygens (1629-1695), lequel inventa le spiral.
- En 1675
  - le ressort-spiral est utilisé comme résonateur.
  - montre à spirales par Isaac Thuret, maître-horloger.
  - invention du cadran à 2 aiguilles (heure et minute).
  - L'horloger londonien Daniel Quare (1649-1724) crée le cadran actuel, qui sera modifié plus tard par l’ajout de l’aiguille des secondes
- 1680 : naissance de l'horlogerie anglaise
  - Thomas Tompion
  - Georges Graham
  - John Harrison

- 1685 :

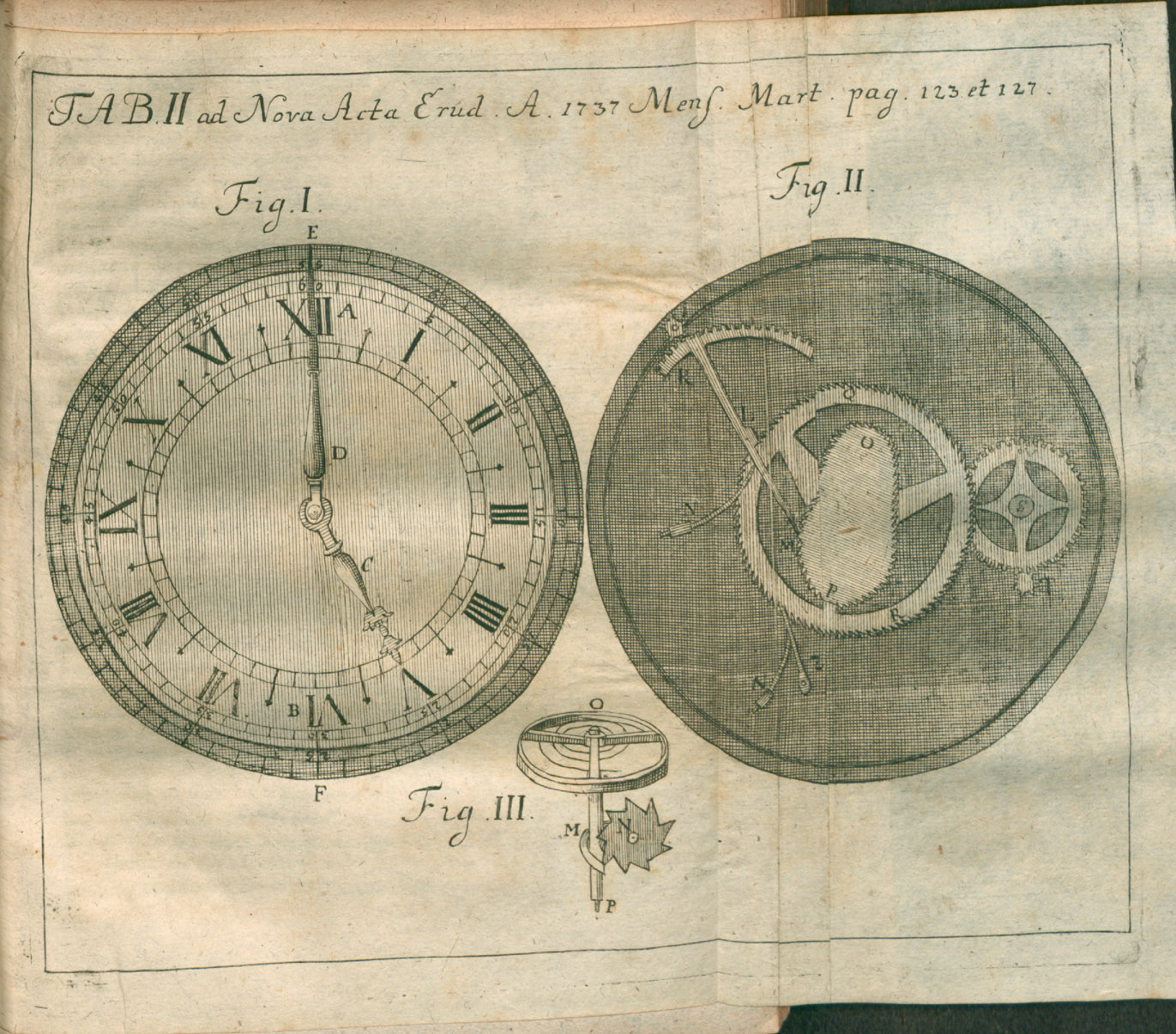
Illustration d'un mécanisme horloger publiée dans les Acta Eruditorum en 1737.

  - la révocation de l'édit de Nantes pousse les huguenots (souvent des artisans) hors de France. Ils se réfugient à Genève et dans les montagnes du Jura suisse.
- 1735 : John Harrison présente H1, le premier chronomètre de marine (qui n'a rien d'une montre) ayant la précision nécessaire à l'établissement de la longitude, puis répondant aux critiques successives, H2, H3.
- 1773 :
  - John Harrison se voit attribuer une partie du prix du Longitude Act à la remise de H4, son 4e chronomètre de marine à cardan, sur intervention personnelle du roi.
  - Implantation de système de « l'établissage », l'organisation divisée du travail dans le Jura, par l'orfèvre Daniel Jeanrichard (1665-1741)
- 1777 : l'horloger suisse Abraham Louis Perrelet crée la « montre à secousses » dite perpétuelle, souvent considérée comme la première montre automatique[18].
- 1778 : l'horloger liégeois Hubert Sarton dépose un document décrivant une « montre automatique à rotor », auprès de l'Académie des sciences de Paris.
- 1810 : création par Abraham-Louis Breguet d'une montre-bracelet à complications pour la reine consort de Naples, Caroline Bonaparte.
- 1842 : Adrien Philippe invente la montre avec remontoir permettant de se passer de clé de remontage
- 1850 : 1re manufacture industrielle au monde Waltham Watch Company, fondée par Aaron Lufkin Dennison:
- 1867 : Georges-Frédéric Roskopf crée la montre pour les pauvres : la Prolétaire : 57 pièces constitutives au lieu des 200 et plus pour les autres montres
- 1876: Exposition universelle de 1876, Philadelphie, Pennsylvanie, États-Unis.
  - 1re machine entièrement automatique à fabriquer des vis exposée par Waltham Watch Company
  - 1re chaîne de montage horlogère exposée par Waltham Watch Company
  - 1re médaille d'Or d'une compétition de précision horlogère mondiale attribuée à Waltham Watch Company pour 4 montres prélevées au hasard de la production.
- 1876-1877 : Rapport de Jacques David, Longines, sur son voyage à Philadelphie et ses visites auprès de Waltham Watch Company et Elgin Watch Company : « MM. les Horlogers suisses : Réveillez-vous ! »
- 1888 : Cartier développe les premières montres-bracelets serties conçues spécialement pour les femmes[19], suivi un an plus tard par Vacheron Constantin[20] (à moins que le fabricant suisse en ait produit dès 1875[21]).
- 1888 : création de Berthet Horlogerie par Joseph Berthet[pertinence contestée] spécialiste montre de poche gousset à Charmauvillers[réf. nécessaire]
- 1891 : création des rubis synthétiques par la méthode Verneuil, dont la qualité est plus stable que leurs équivalent naturels.
- 1900 : Omega fabrique la première montre-bracelet de série de la marque.
- 1904 : Inventée dans le troisième tiers du XIXe siècle, la montre-bracelet se répand et se popularise bien avant la fin du siècle. Louis Cartier fabrique pour son ami, l'aviateur Alberto Santos-Dumont, une montre-bracelet de la marque conçue pour être portée au poignet avec un bracelet de cuir[19].
- 1926 : 1re montre-bracelet automatique effectivement industrialisée. C'était une réalisation de John Harwood. (En 1922, Léon Leroy avait déjà réalisé un prototype de montre de ce genre.)
- 1926 : Rolex présente l’Oyster, première montre étanche[22].
- 1932 : Omega teste son Omega Marine à une profondeur de 135m.
- 1934 : utilisation de l'Incabloc, système pare-chocs protégeant l'axe du balancier de la majorité des casses dues aux chutes; utilisation du spiral Nivarox diminuant la sensibilité de la montre aux variations de température.
- 1952 : premières montres-bracelets électriques (Lip et Elgin). Mais la montre de Lip ne sera définitivement mise au point et commercialisée que le 7 décembre 1958.
- 1953 : Blancpain en collaboration avec les nageurs de combat crée la Fifty Fathoms, première montre de plongée
- 1957 (3 janvier). Hamilton commercialise la première montre électrique, la Ventura... Elle sera portée par Elvis Presley et les Men in black.
- 1967 : 1re montre-bracelet à quartz du monde, la Beta 21 (Centre électronique horloger de Neuchâtel).
- 1969 :
  - 1re montre à quartz commercialisée (Seiko Astron).
  - 1re montre à "DEL" (Hamilton), gros succès de ce type d'affichage, malgré le fait que l'on doive presser sur un bouton pour voir l'heure.
  - 1re montre à cristaux liquides (Longines).
  - 1re montre sur la Lune, portée par Buzz Aldrin : une Omega Speedmaster.
  - après presque dix ans de recherche la manufacture Zenith lance El Primero, premier chronographe à remontage automatique et premier mouvement à être cadencé a 36 000 alternances par heure (5hz).
- 1971 : 1re montre avec mouvement en plastique (l'Astrolon de Tissot).
- 1972 : Omega lance la Marine Chronometer, première et unique montre bracelet de l'histoire à être certifiée « chronomètre de marine » par le Comité officiel suisse de chronométrie.
- 1975 : 1re montre-bracelet à quartz LCD (affichage analogique par cristaux liquides) (Suncrux).
- 1976 : invention de l'échappement co-axial par George Daniels, et déposé en 1980.
- 1978 : la montre la plus plate du monde, la Delirium, développée et fabriquée par ETA Manufacture Horlogère pour quatre marques horlogères exclusivement : le fond sert de platine, supportant toutes les parties du mouvement mécanique. Montre de luxe, elle n'a été réalisée qu'en or. Elle a été commercialisée depuis 1979.

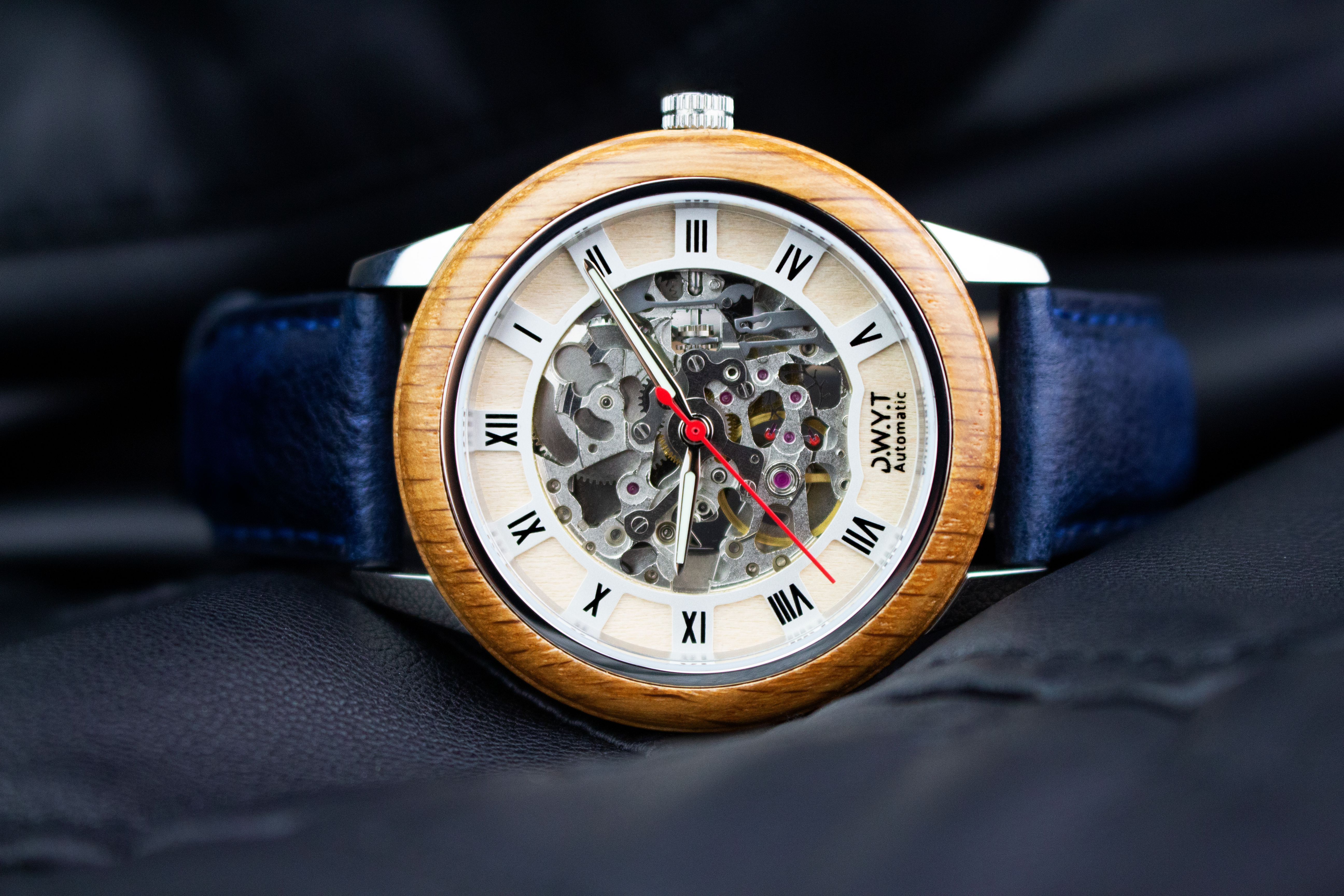
Montre automatique en bois (chêne) de la marque DWYT Watch (Lyon, France).

- 1981 : 1re montre à quartz sans pile électrique : un générateur thermoélectrique convertit le flux thermique qui traverse la montre en énergie électrique qui est stockée dans un accumulateur électrique (Bulova, CEH).
- 1983 : Lancement de la Swatch par Ernst Thomke et son équipe à ETA SA. Il s'agissait au départ d'une montre avec boitier en plastique où, à l'instar de la Delirium, les rouages sont implantés directement dans le fond du boîtier. Elle devient une marque horlogère qui relance l'industrie horlogère suisse, et développe continuellement de nouveaux produits. Le dernier en date (2009), une montre chronographe à remontage automatique.
- 1990 : 1re montre-bracelet radioélectrique, montre radiopilotée (Junghans) reçoit les signaux radio d'un émetteur radio qui émet continuellement l'heure.
- Montre automatique en bois (chêne) de la marque DWYT Watch (Lyon, France).1996 : 1re montre à quartz sans pile électrique utilisant un convertisseur électrodynamique : un rotor actionne un générateur de courant et le stocke dans un condensateur (Seiko Kinetic).
- 1999 : Omega introduit l'échappement coaxial dans certains de ses mouvements.

## Types de montres et fonctionnalités
Au-delà du fait de donner l'heure, une montre peut avoir des fonctions avancées et indiquer la date, le jour, chronographe... Il existe d'ailleurs une grande variété de ces "complications horlogères" reprises ci-dessous et techniquement disponibles dans des montres mécaniques.
Les montres électroniques, au-delà des possibilités des électriques, embarquent des fonctionnalités supplémentaires spécifiques : éclairage, calculatrice (basique ou scientifique), télécommandes infra-rouges, data bank, stockage usb, monitoring cardiaque... Puis émergent les montres électroniques dites « intelligentes », mini-ordinateur, «connectées» possédant une connectivité Bluetooth ou Wi-Fi. Avant d’être concurrencées par les montres connectées, elles l’ont été par les smartphones, qui se sont généralisés et sont devenus indispensables au début du XXIe siècle. Connectés par nature, ils permettent de communiquer, de différentes façons, donnent l'heure, servent d'agenda, d'appareil photo., de console de jeu, etc. Pour autant, la montre se porte toujours au poignet, mais devient essentiellement, pour les nouvelles générations, un accessoire de mode.

### Montre à mouvement connecté
Une montre connectée ou smartwatch, littéralement « montre intelligente », est une montre bracelet informatisée proposant de nombreuses fonctionnalités.

### Montre de plongée

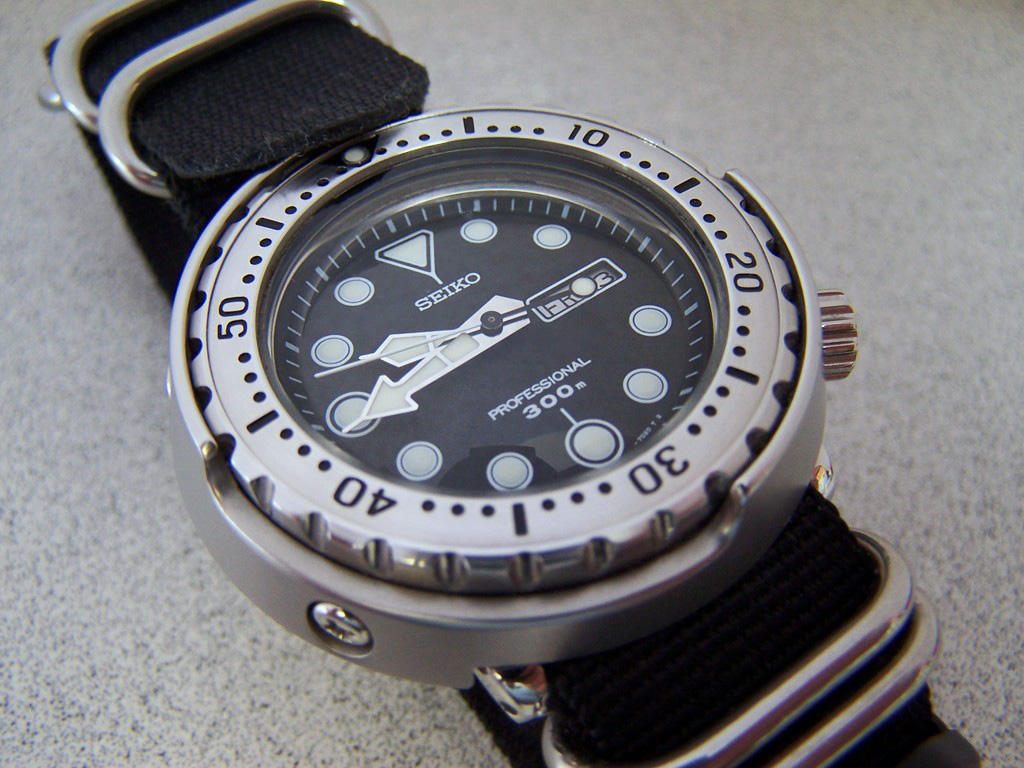
Une montre de plongée étanche jusqu'à 300 m.

Beaucoup de montres sont étanches à divers degrés, allant des éclaboussures aux plongées sous-marines. Il existe une norme de paliers de résistance à l'eau en fonction de la profondeur mais les chiffres ne sont qu'arbitraires. Un modèle récent a même prouvé son étanchéité à 3 900 mètres sous le niveau de la mer.
Les montres de plongée, spécifiquement conçues pour les activités subaquatiques, répondent à la norme ISO 6425 et sont garanties par les fabricants parfaitement étanches aux profondeurs indiquées sur le cadran. Certaines manufactures comme Omega ou Rolex n'hésitent pas à tester leurs montres individuellement au-delà de la profondeur maximum indiquée sur la cadran.
Ce type de boitier possède des valves à hélium permettant d'équilibrer les pressions lors des passages dans les caissons de décompression et des couronnes vissées.
Les montres qui ne sont pas destinées spécialement à la plongée sous-marine sont elles aussi souvent indiquées comme étant étanches mais ne répondent pas à la même norme. Pour pouvoir se prévaloir de l'appellation water resistant, elles doivent répondre à la norme ISO 2281. Il est donc important de considérer les chiffres mis en avant par les fabricants comme des indications plus que comme des garanties, contrairement aux montres de plongée où la profondeur indiquée est garantie. Voici les différentes catégories d'étanchéité concernant ces montres polyvalentes,.
| Indication | Descriptif | Activités |
| ---------- | ---------- | --- |
| 3 atm      | 30 m       | Montre ne supportant que des éclaboussures accidentelles.                                                                                     |
| 5 atm      | 50 m       | Montre adaptée à l'immersion et à la natation en surface.                                                                                     |
| 10 atm     | 100 m      | Montre adaptée au snorkeling en surface et faible profondeur, ainsi que la plongée à faible profondeur en piscine.                            |
| 20 atm     | 200 m      | Montre adaptée à la pratique non profonde de la plongée libre (plongée en apnée) et de la plongée en scaphandre autonome (plongée bouteille). |

### Montre pour aveugle

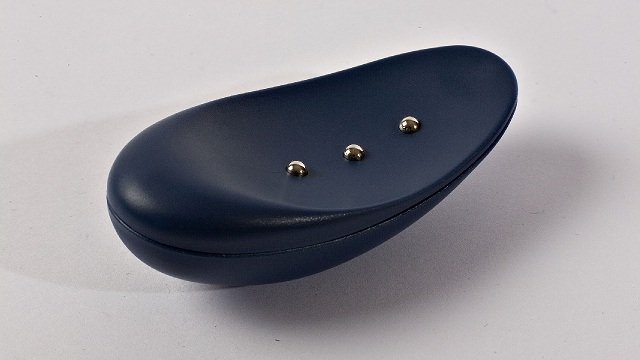
Montre vibrante de Alexandravision.

Il existe, à l'usage des personnes atteintes de cécité, des montres analogiques dont la vitre se soulève pour leur permettre de toucher les aiguilles afin de connaître l'heure. Il existe maintenant d'autres systèmes, qui par exemple énoncent l'heure vocalement ou donnent l'heure par des vibrations inaudibles et discrètes. Anciennement, il existait aussi des montres à tact et à toc. Mais elles étaient destinées à lire l'heure de manière discrète sans se faire voir de son interlocuteur.

### Montre «parlante»
Une montre « parlante » est une montre donnant des indications sur l'heure de façon audible. Elle n'est apparue qu'au XXIe siècle.

### Complications

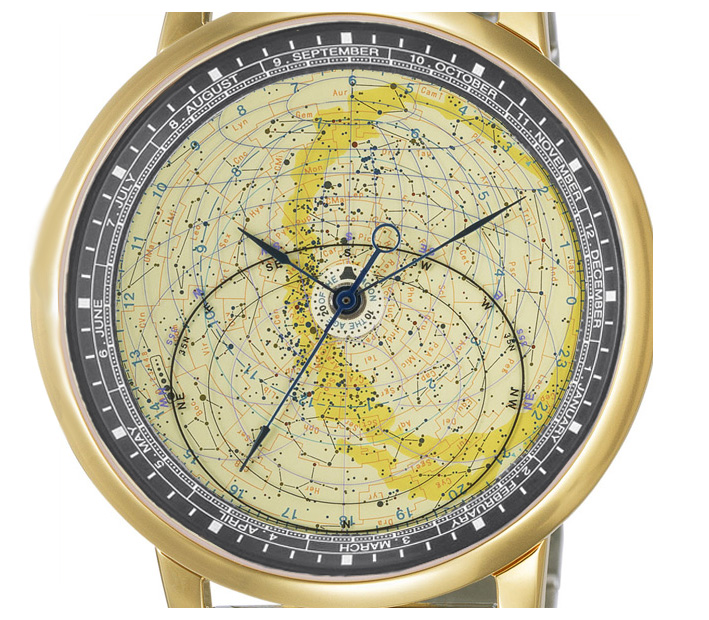
Montre affichant la carte du ciel, exemple de complication.

Sur les montres mécaniques, les fonctions supplémentaires, c'est-à-dire autres que la simple indication de l'écoulement du temps, sont dénommées complications. Les experts sont divisés quant à la question de savoir si les fonctions chronographiques, l'enregistrement de l'écoulement du temps pour une période limitée, font partie ou non des complications[réf. souhaitée].
Au niveau de l'affichage, on peut avoir comme complication :
- jour du mois (ou quantième)
- jour de la semaine
- mois de l'année
- phases de la Lune
- quantième perpétuel : corrige de manière autonome la durée du mois (28, 29, 30, 31 jours)
- fuseaux horaires (dual time en anglais)
- réserve de marche
- carte du ciel nocturne (constellations)
- coefficients des marées
- heure du lever et coucher du soleil ou de la lune
- tachymètre
- réveil
- chronographe[27]
- répétition (indication sonore des heures, quarts d'heures et minutes en appuyant sur un poussoir à bascule)
- équation du temps
- tourbillon (mise en rotation de l'organe réglant la montre)
- double tourbillon (Cartier)
- tourbillon sur gyroscope (Zenith)

De plus, des modèles très spécialisées comprennent parfois :
- mise à l'heure continue par signal radio (radio-pilotée)
- Boussole
- GPS
- Mesure des pulsations cardiaques
- Mesure de l'altitude, la profondeur, de la température

## Composition

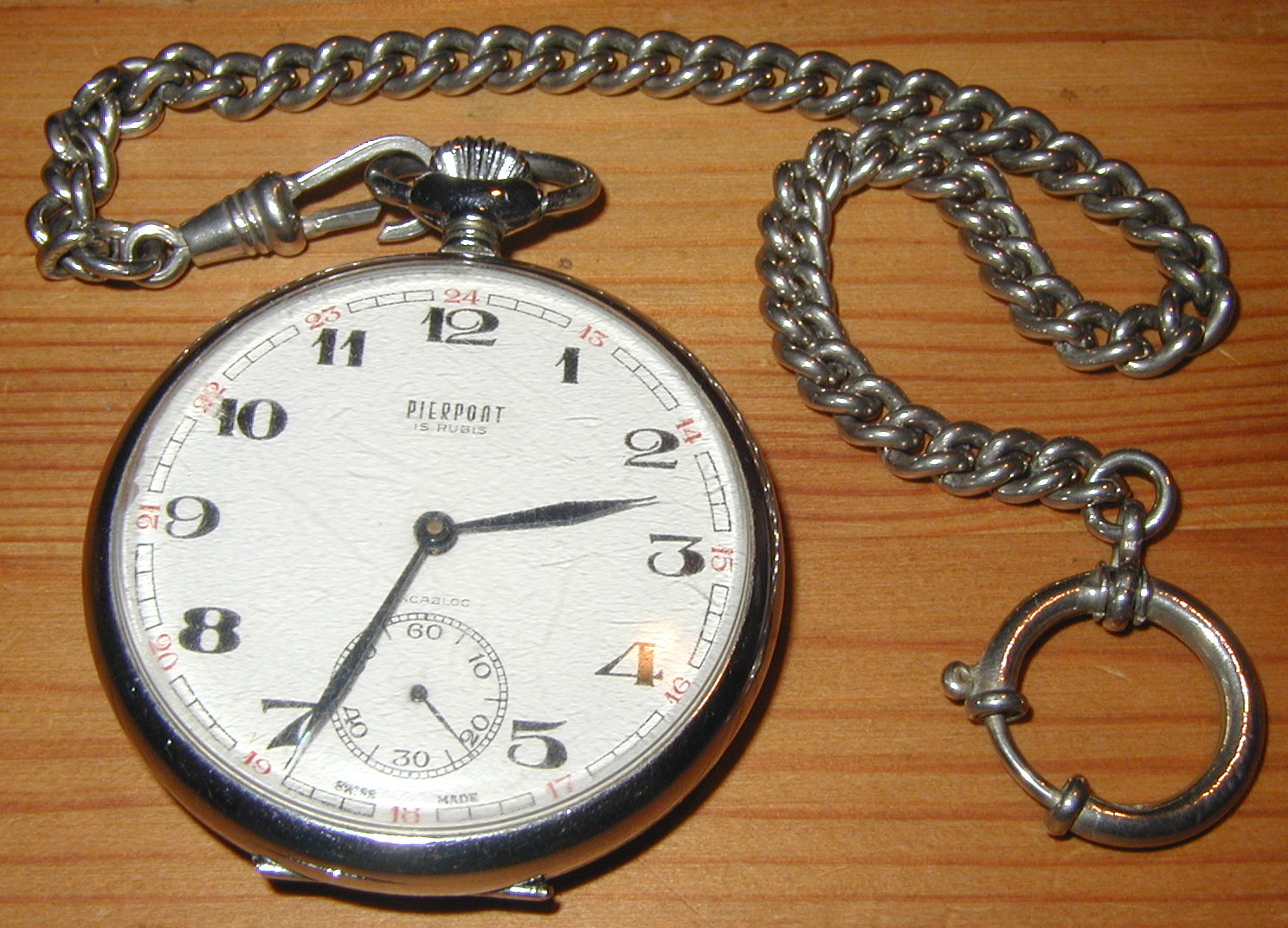
Montre gousset.

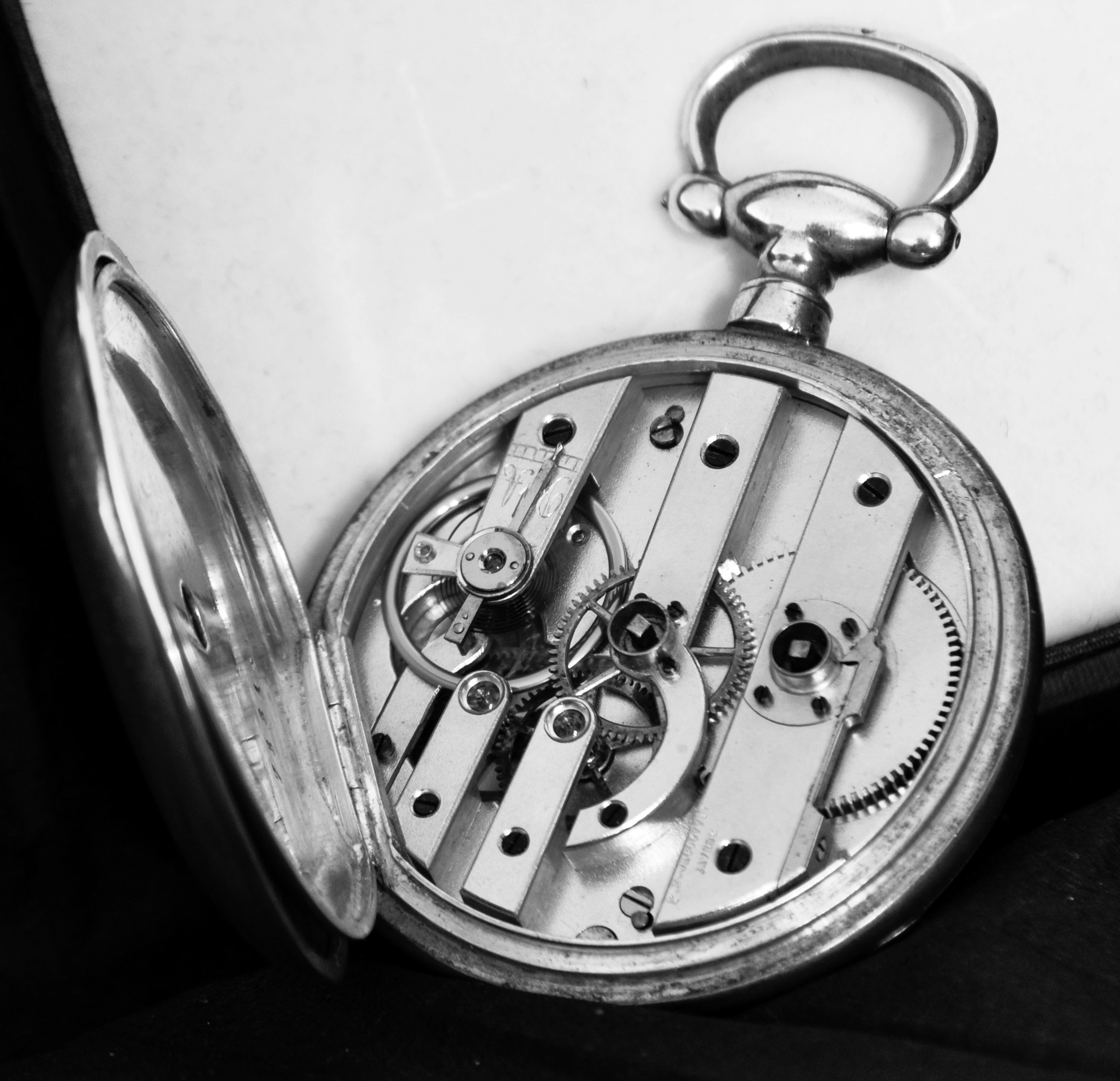
Montre gousset des années 1920.

Les montres, comme les horloges, sont toutes constituées selon le même schéma:
1. Source d'énergie (manuelle, électrique, etc.)
2. Accumulateur d’énergie (ressort, etc.)
3. Transmission (série de rouages)
4. Distribution (système d'échappement)
5. Résonateur (balancier-spiral)
6. Affichage (cadran, aiguilles, quantièmes, etc.)

Une horloge mécanique ne peut fonctionner que dans la position verticale, au contraire de la montre qui fonctionne dans toutes les positions. De ce fait, deux éléments techniques sont indispensables :
- le ressort moteur, alors qu'une horloge peut fonctionner avec des poids dont la descente actionne le rouage ;
- le balancier-spiral alors que l'horloge peut fonctionner avec un pendule.

La montre à affichage analogique est composée de sept parties : le mouvement, le cadran, les aiguilles, le boîtier, la couronne (avec éventuellement les poussoirs), le bracelet et le fermoir.
Une montre particulière s'identifie en combinant ces caractéristiques, par exemple : affichage analogique à aiguille, régulation à quartz, mécanique ou alimentation par pile, portée au poignet ou au gousset.

### Mouvement

#### Mécanisme de régulation
Il existe divers types d'oscillateurs.
- Oscillateur mécanique : dans ce cas, un balancier, muni d'un ressort en forme de spirale, est animé par un mouvement oscillatoire régulier. Pour régler la marche du mouvement, il suffit d'agir sur le spiral : on augmente sa longueur si la montre avance, à cause d'oscillations trop rapides, on la diminue si la montre retarde, à cause d'oscillations trop lentes. Autre moyen d'agir sur la marche : on modifie l'inertie du balancier (par exemple : vis radialement disposées).
- Oscillateur mécanique à fréquence sonique (par exemple, le diapason du procédé Accutron, utilisé par la marque Bulova).
- Oscillateur à quartz associé à un circuit électronique affichant l'heure sous forme numérique, ou actionnant un moteur pas-à-pas faisant tourner des aiguilles. La fréquence la plus courante pour l'oscillateur est 32 768 Hz, qui correspond à 215: un chiffre facile à diviser pour un circuit électronique.

#### Source d'énergie

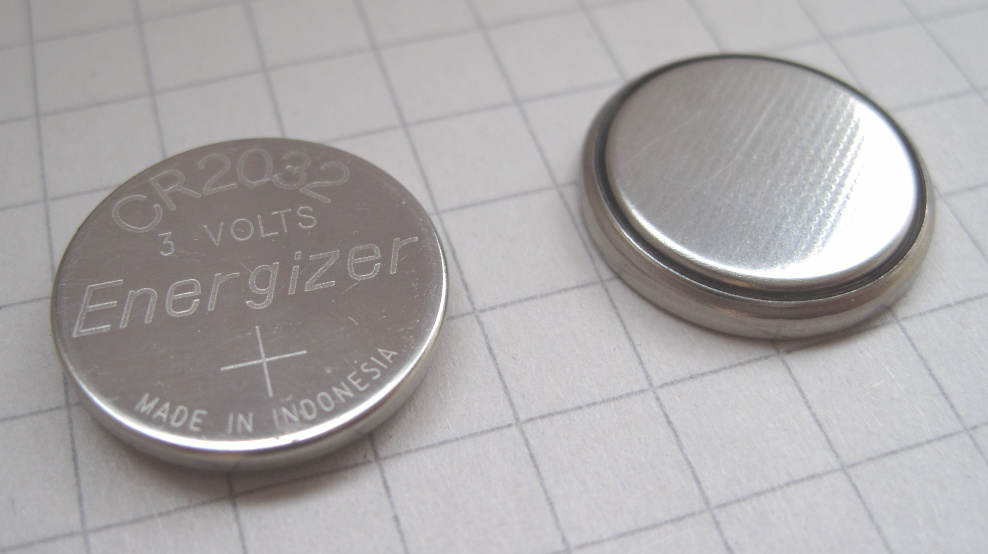
Piles bouton au lithium.

Une montre peut tirer son énergie d'un ressort, qui est soit remonté par l'utilisateur, soit remonté par les mouvements du corps que celui-ci transmet à une masselotte circulaire appelée "rotor" (c'est alors un remontage automatique).
Une pile peut également fournir l'énergie, mais il faut alors la remplacer par une nouvelle lorsqu'elle est épuisée (au bout d'un délai de douze à trente mois en général pour les piles à l'oxyde d'argent, de sept à dix ans pour les piles au lithium)[réf. souhaitée].
La source d'énergie électrique peut également être rechargée, sans remplacement, par les mouvements du corps (montre électronique automatique ; procédés Kinetic ou Mecaquartz). Ces mouvements du corps, comme dans le cas de la montre mécanique à remontage automatique, actionnent un rotor, lequel recharge, par un dispositif comparable à une dynamo, un condensateur qui stocke l'énergie ainsi générée. La recharge de la réserve d'électricité peut enfin se faire par l'intermédiaire d'une cellule photo-voltaïque, ou "solaire", qui génère un courant, plus ou moins important, quand le cadran de la montre est exposé à une lumière artificielle ou naturelle.

### Affichage

#### Analogique

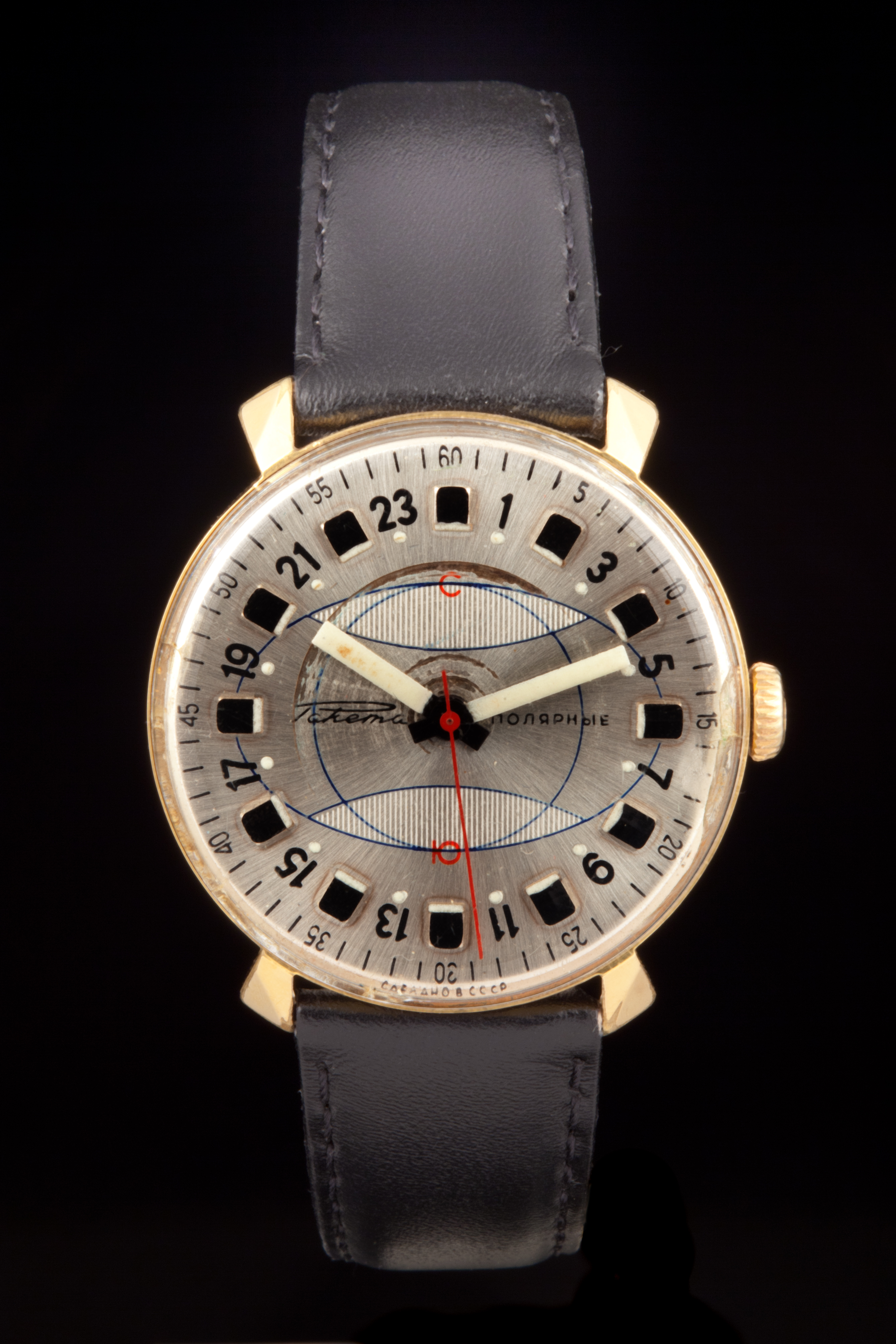
Affichage analogique en 24 heures.

L'affichage est constitué d'un cadran fixe sur lequel se déplacent des aiguilles dont la position indique l'heure. On trouve généralement une aiguille des heures et une aiguille des minutes. La montre peut aussi disposer d'une aiguille des secondes.
Le cadran n'a pas obligatoirement de chiffres mais seulement des indexes ou parfois rien du tout. Classiquement le cadran comporte douze heures numérotées de un à douze, chaque heure correspondant à cinq minutes. Les aiguilles viennent tourner autour d'un axe, l'aiguille des heures fait ainsi deux fois le tour du cadran en une journée quand l'aiguille des minutes fait un tour de cadran en une heure, soit vingt-quatre tours par jour. Suivant le système sexagésimal, la lecture de la position de l'aiguille des heures puis celle de l'aiguille des minutes indique l'heure.
Les montres avec cadran 24 heures, ont une aiguille des heures qui fait, dans ce cas, le tour complet du cadran en une journée.
Il existe également des affichages électroniques (LCD, ...) indiquant l'heure à l'aide d'aiguilles imagées.

#### Numérique

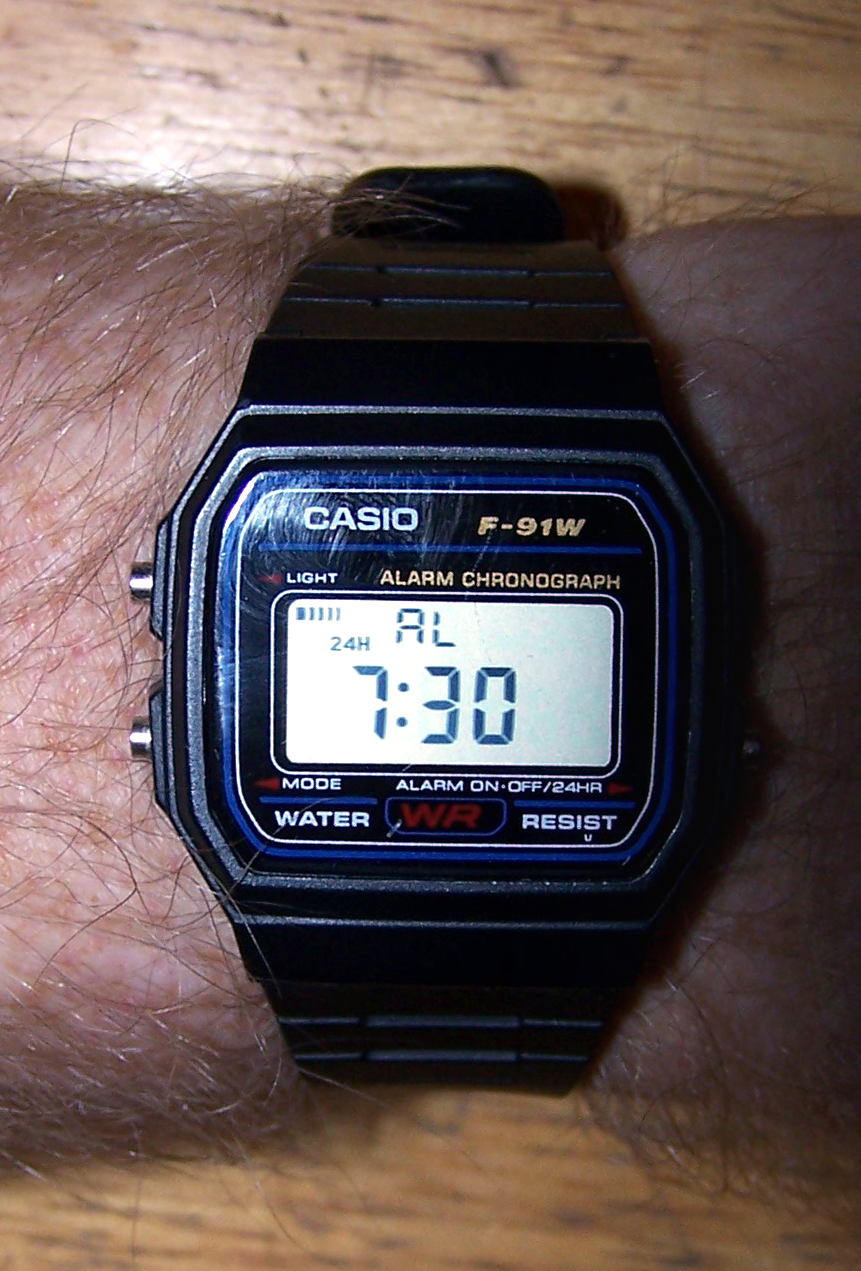
Montre à affichage numérique.

Les heures, les minutes et les secondes sont affichées avec des chiffres sur un écran à cristaux liquides, pouvant être de type afficheur 7 segments. Il n'y a pas d'aiguilles, cela peut se présenter sous forme de disques ou de rouleaux défilants derrière des guichets (on trouve ce type d'affichage sur les montres à affichage analogique pour le quantième de date par ex.). On trouve ce type d'affichage sur toutes les montres LCD produites en masse par le Japon[réf. nécessaire].
Il existe également des montres mécaniques indiquant l'heure à l'aide de chiffres peints sur des disques ou des cubes.

#### Binaire

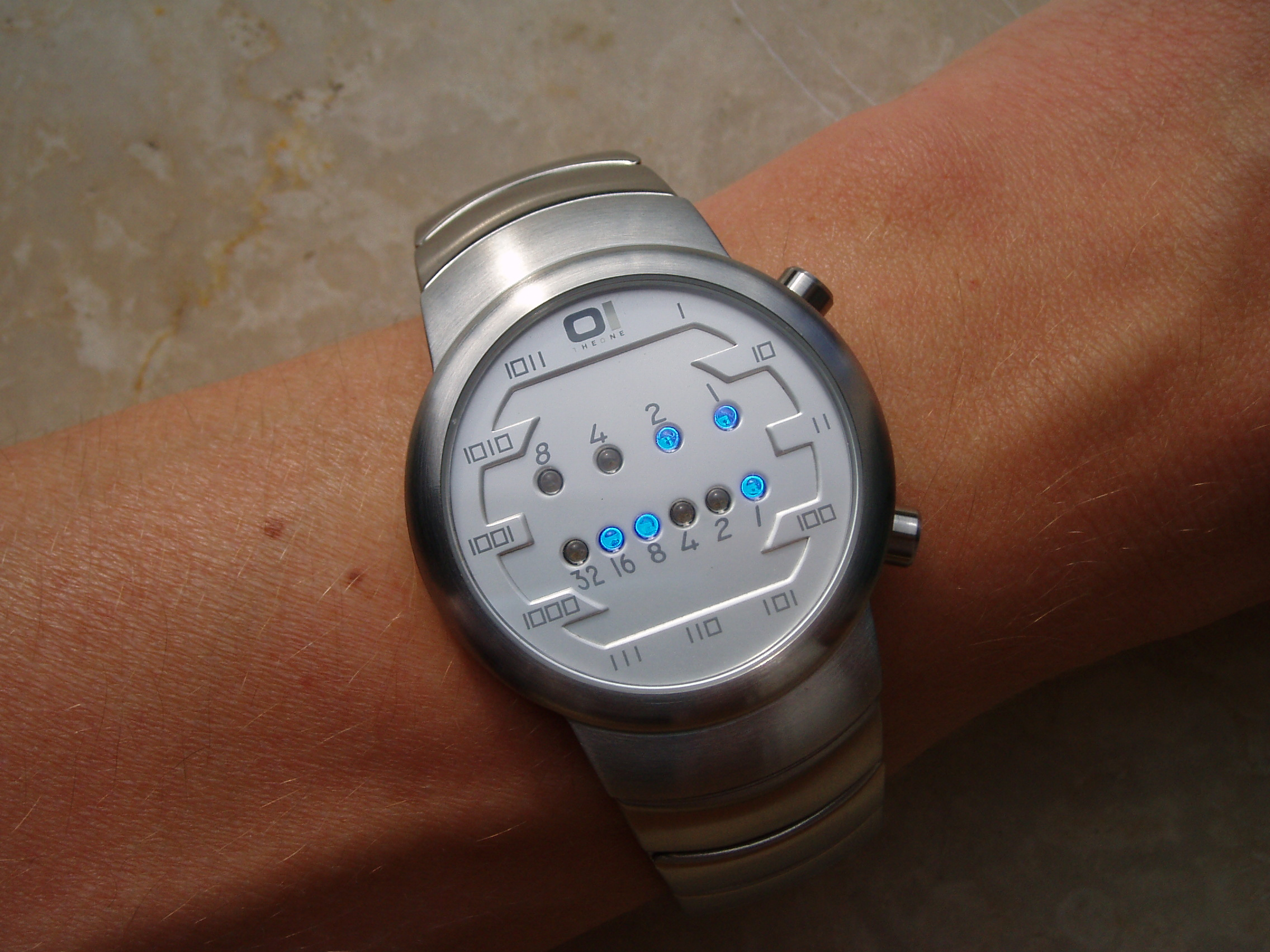
Montre à affichage réellement binaire de Time Technology's Samui Moon.

L'affichage peut également être sous forme binaire.

#### Mixte
Certaines montres comportent les deux types d'affichages, analogique (heures, minutes, secondes) et alphanumérique LCD (Date, chronographe, fuseaux horaires, etc.).

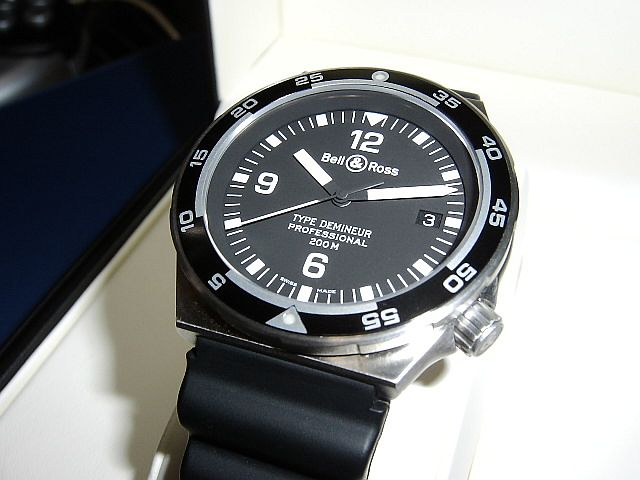
Affichage analogique.
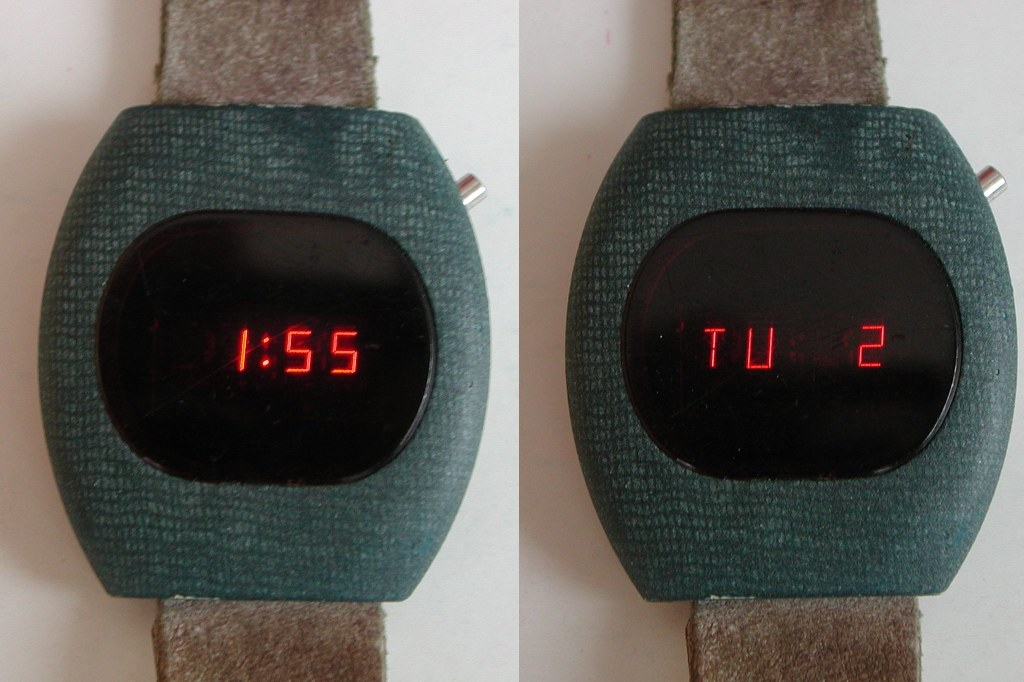
Affichage Alphanumérique LED, heure et date.
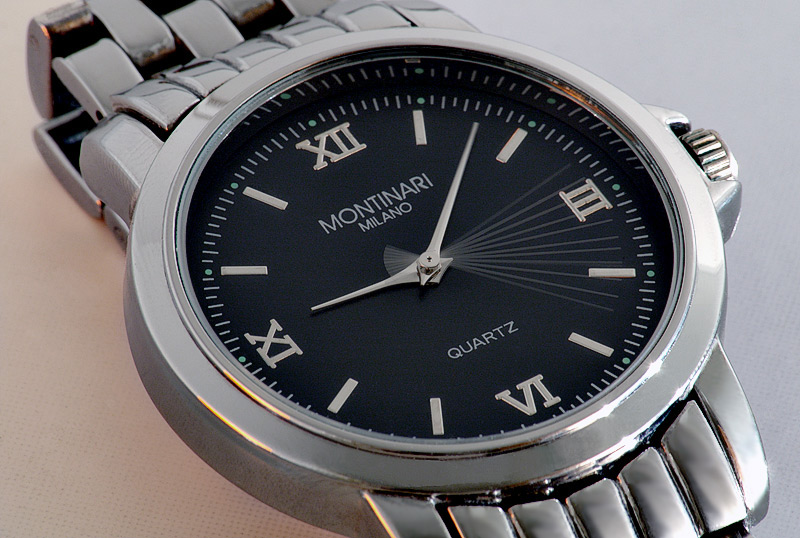
Pose longue de dix secondes sur un affichage analogique.

## Marques horlogères

### Luxe
Le marché de la montre de luxe est aujourd’hui dominé par les marques suisses. Quatre groupes se partagent l'essentiel de ce marché : Rolex devant Swatch Group (marques Omega, Tissot), Richemont (marques Cartier, International Watch Co (IWC) et LVMH (marques TAG Heuer, Hublot, Zenith).
La production suisse représente 2% de la production mondiale de montres. Cependant, elle représente 50% de la valeur du marché mondial, devant Hong Kong, la Chine, la France et l’Allemagne.
Cette section présente quelques montres de luxe parmi les plus réputées.

Modèles de montres de luxe mythiques
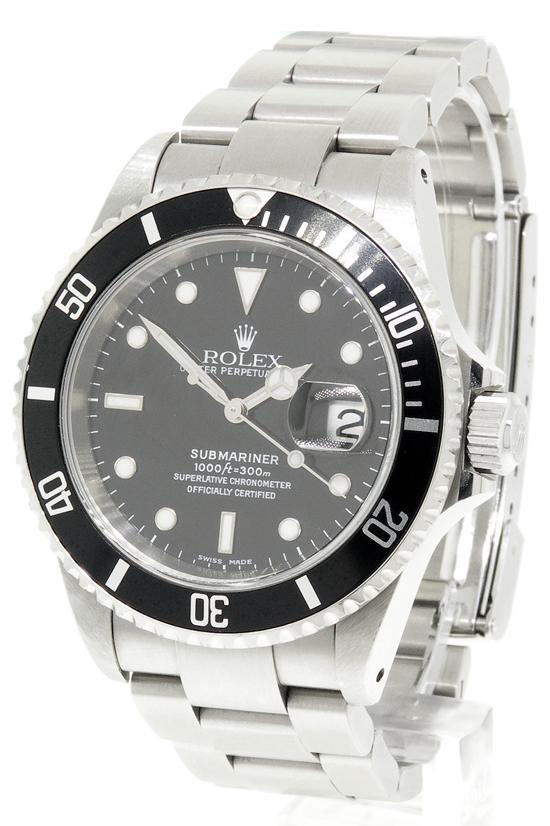
Rolex Submariner.
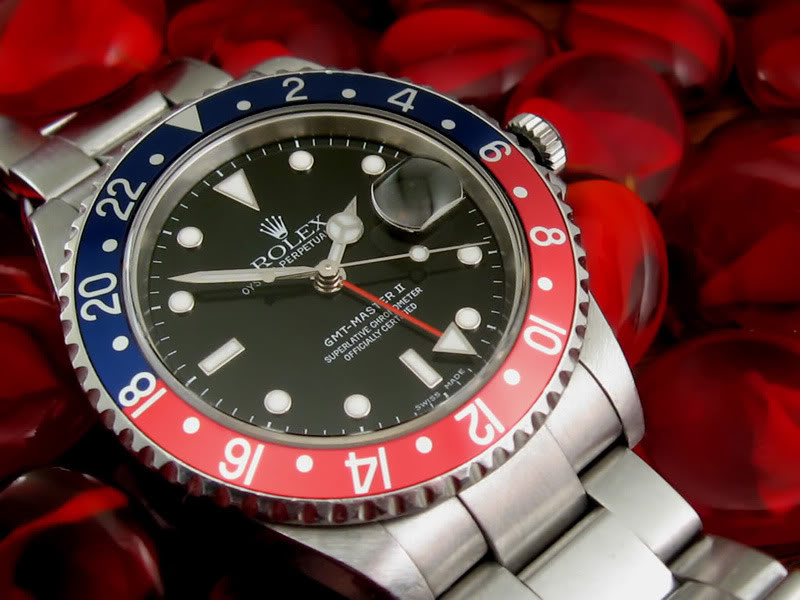
Rolex GMT Master II.
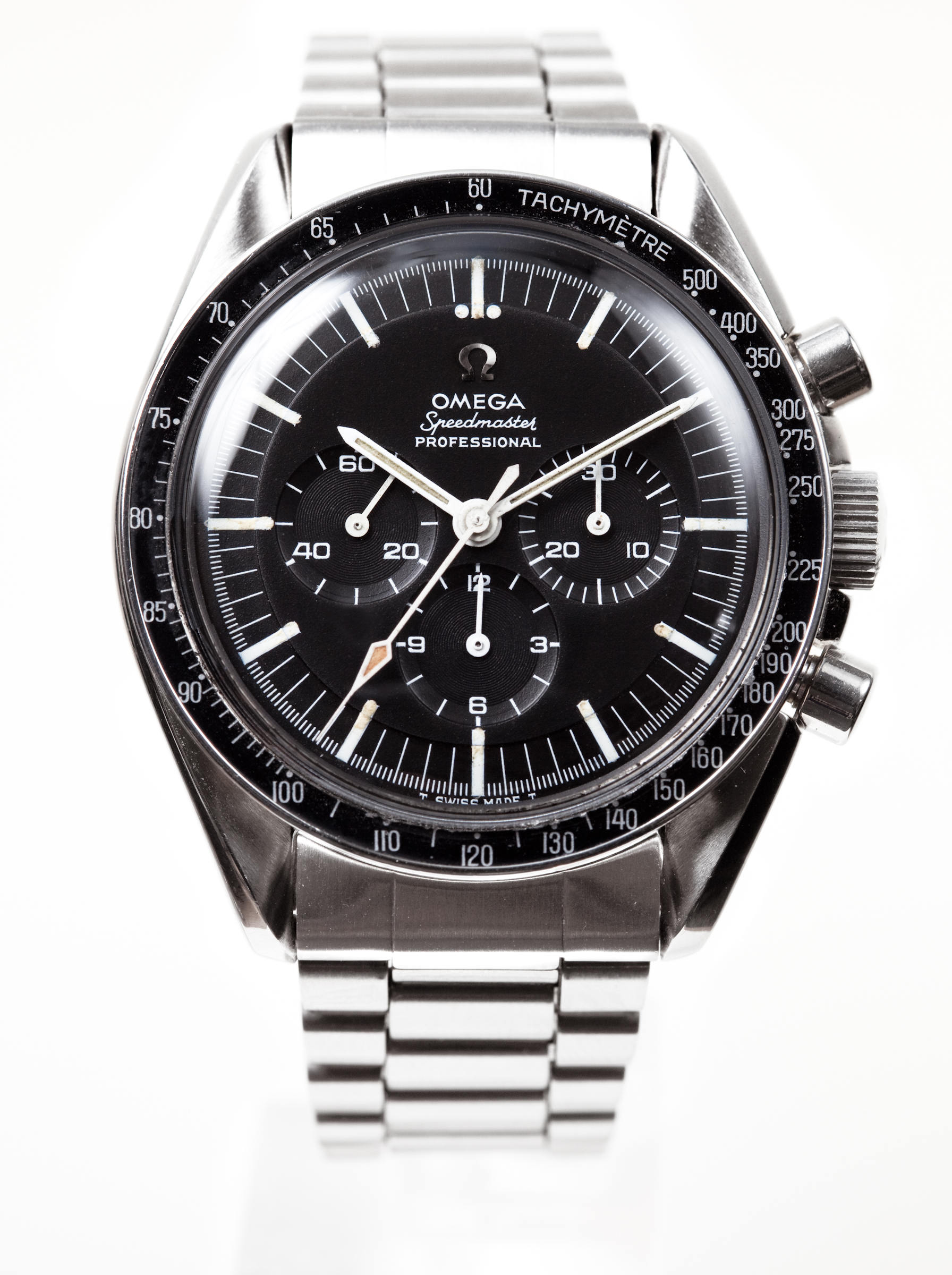
Omega Speedmaster.
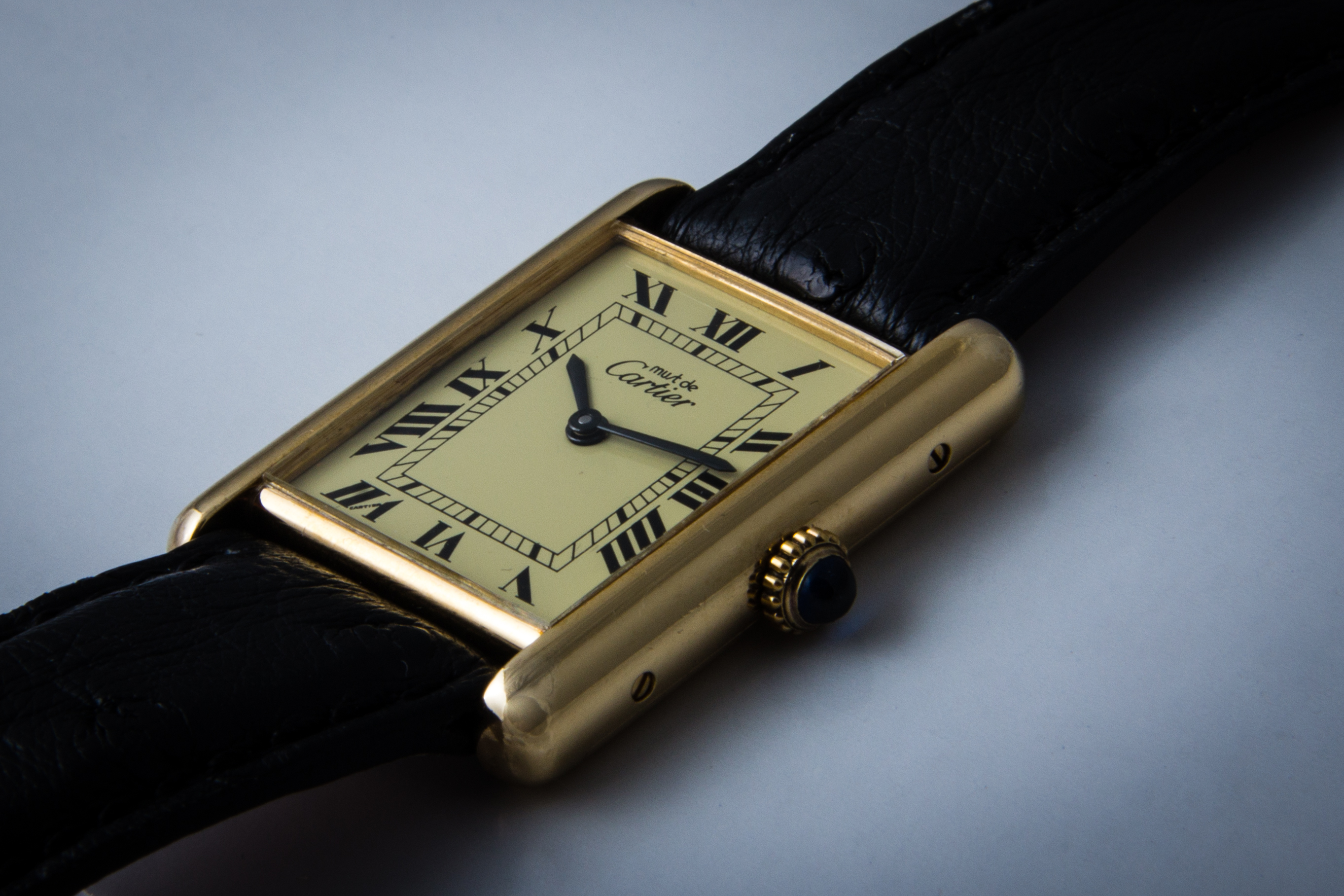
Cartier Tank.
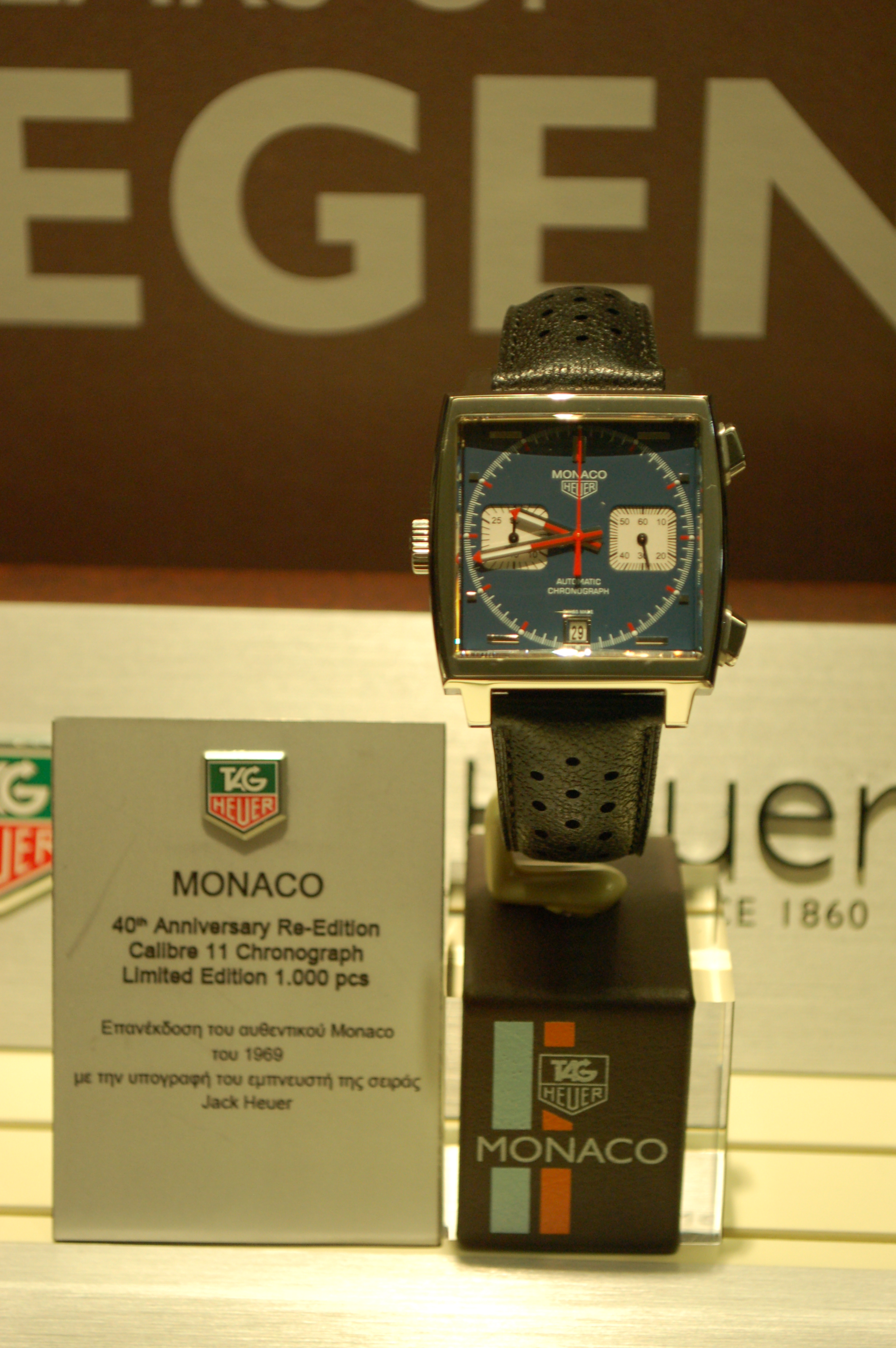
TAG Heuer Monaco.
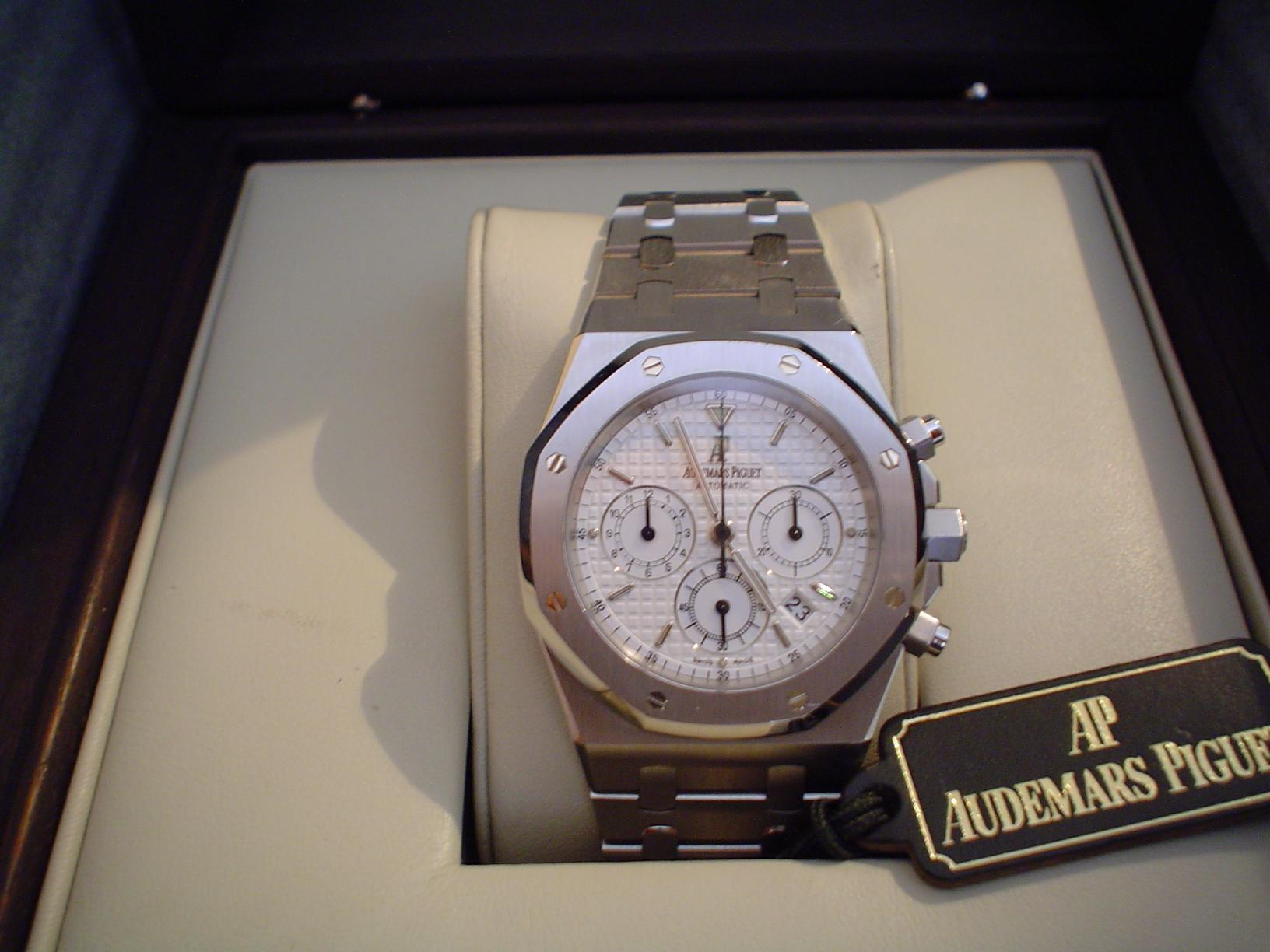
Audemars Piguet Royal Oak.
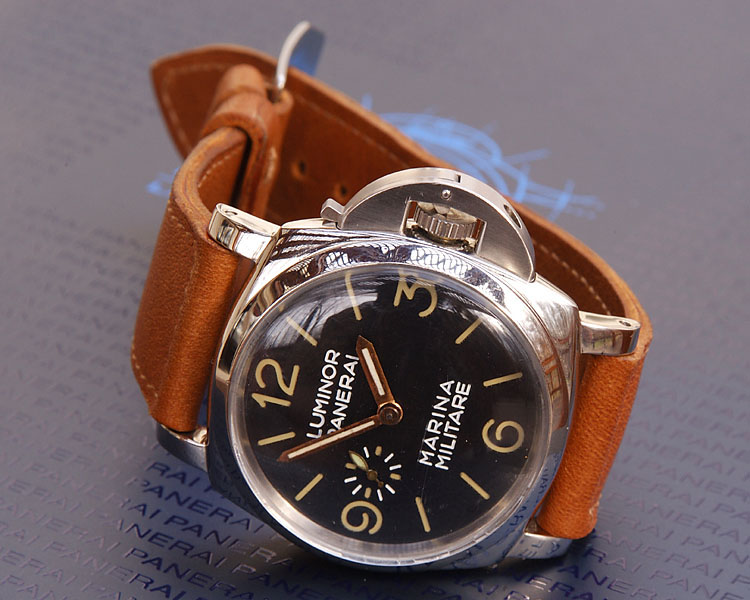
Montre Panerai Luminor.
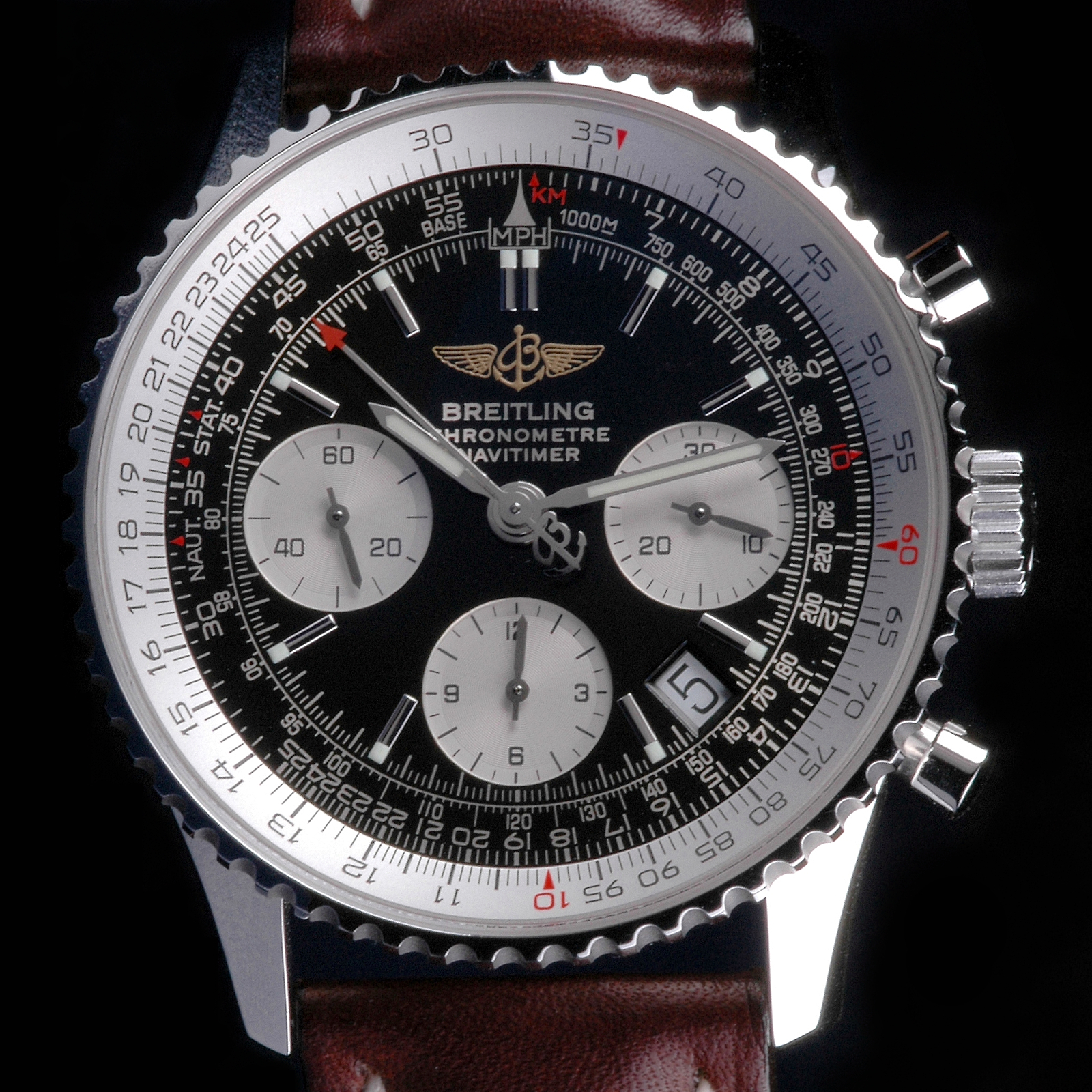
Breitling Navitimer.
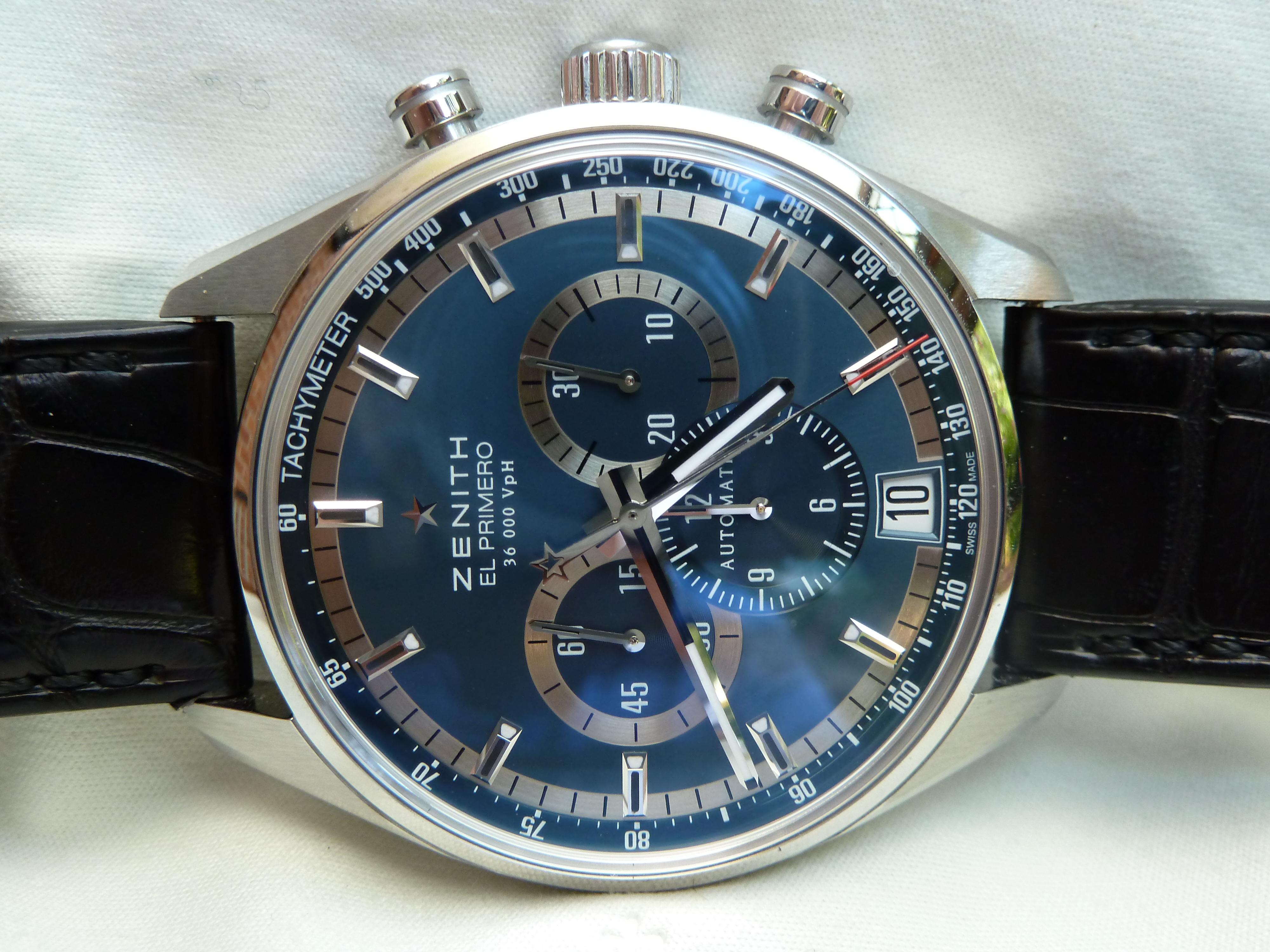
Montre Zenith El Primero.
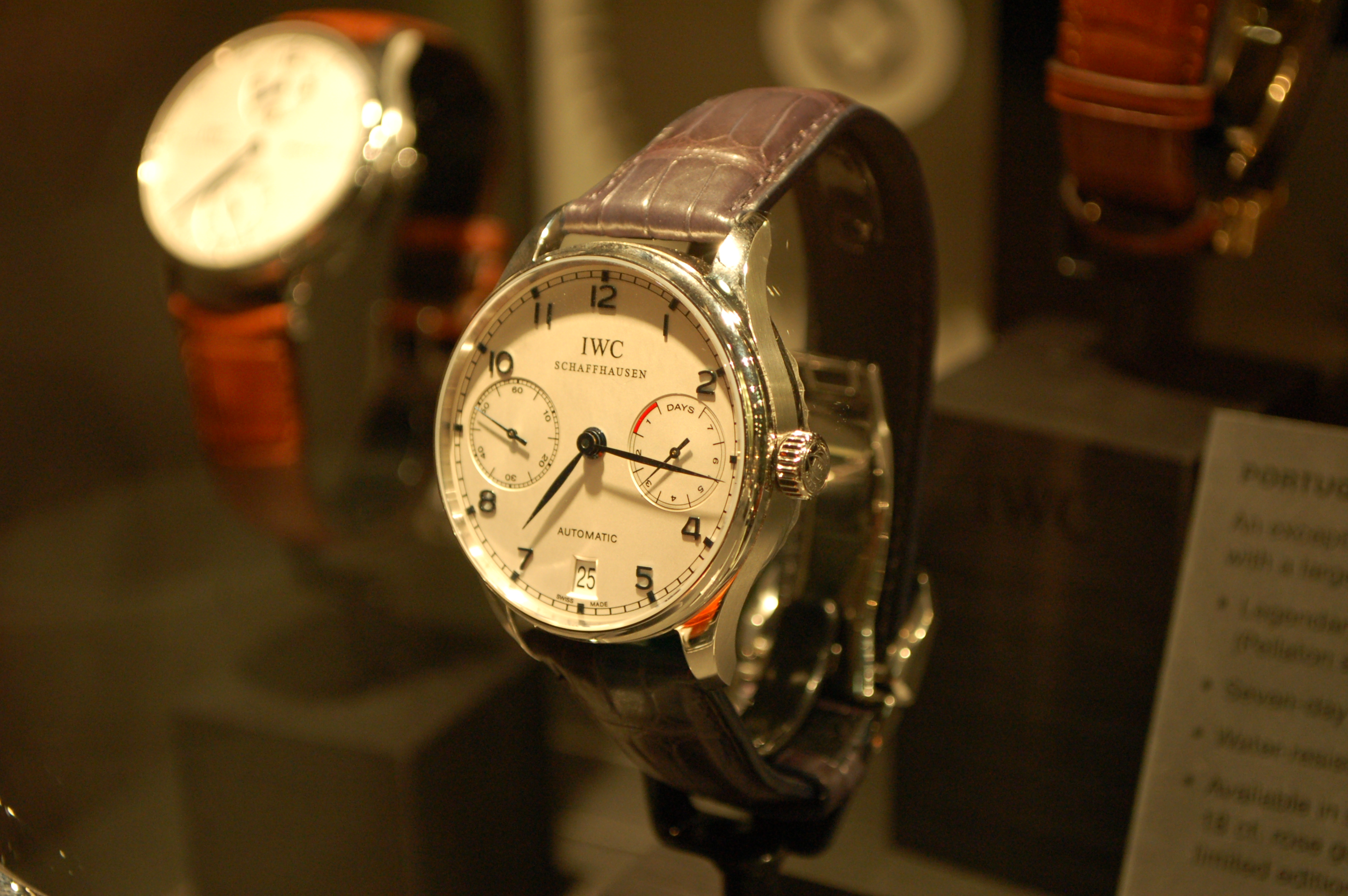
IWC Portugaise.
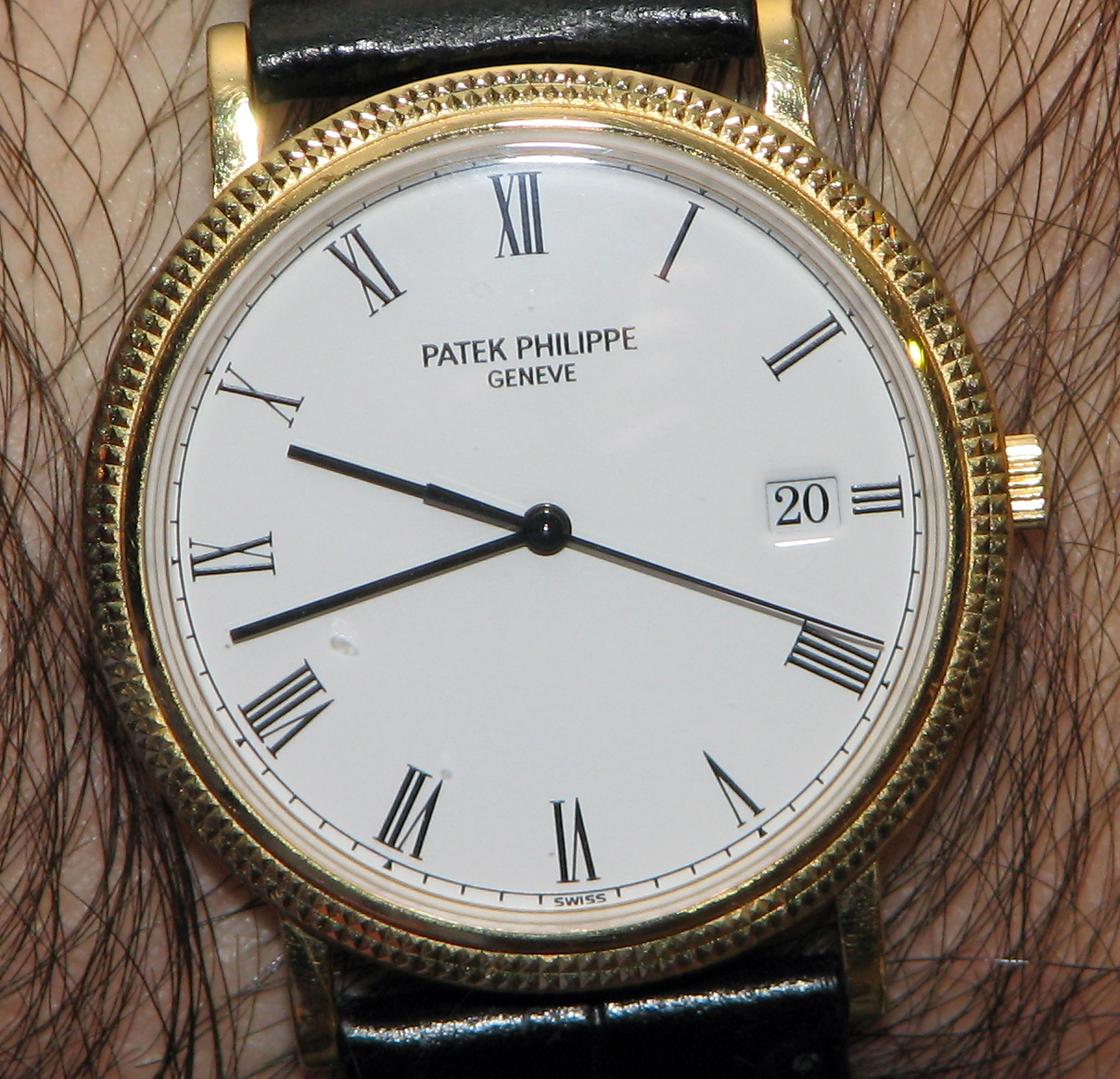
Patek Philippe Calatrava.

### Grand Public
Une étude de Technavio liste les 10 plus importantes marques horlogères par part de marché dans le monde :
1. Casio
2. Citizen
3. Fossil Group
4. LVMH (Bulgari, Céline, Chaumet, Dior, Fred, Hublot, Louis Vuitton, Tag Heuer, et Zenith)
5. Movado
6. Ralph Lauren
7. Richemont (Cartier, A. Lange & Sohne, Piaget, Montblanc, Roger Dubuis, IWC Schaffhausen, Baume & Mercier, Jaeger-LeCoultre)
8. Rolex
9. Seiko
10. The Swatch Group (Rado, Omega, Tissot, Balmain, Certina, Hamilton, Swatch, Jaquet Droz, Glashütte Original, Blancpain, Harry Winston, Breguet)

### Micro-marques françaises
[à compléter]

### Quelques modèles historiques
Cette section présente quelques modèles de montre avec l'année de leur création.
- 1827 : Marie-Antoinette de Abraham Breguet
- 1886 : L'Imperméable de West End Watch Co.
- 1894 : Calibre 19 d'Omega
- 1900 : Leroy 01 de L.Leroy & Cie (aujourd'hui Montres L.Leroy), Grand prix de l'Exposition universelle de Paris, la montre la plus compliquée du monde jusqu'en 1989 avec vingt-quatre complications[33]
- 1912 : Photo de Jacqueline Hermès portant à son poignet une montre porte-oignon Hermès, cadeau de son père Émile Hermès.
- 1919 : Tank de Cartier
- 1927 : Oyster de Rolex
- 1929 : Calibre 101 Reverso de Jaeger-LeCoultre 14x4, 8x3, 4 mm, 98 pièces, le plus petit mouvement du monde encore produit actuellement[34]
- 1931 : Reverso de Jaeger-LeCoultre
- 1932 : Calatrava de Patek Philippe
- 1932 : Omega Marine testée etanches a 70m au fond du lac Léman
- 1938 : Portugaise d'IWC
- 1945 : Pobeda de l'Usine de montres de Petrodvorets
- 1948 : Omega Seamaster première montre consacrée aux sports aquatiques
- 1952 : Navitimer de Breitling
- 1952 : LIP Electronic de Lip
- 1952 : Blancpain Fifhty Fathom première montre conçue spécifiquement pour la plongée sous marine
- 1953 : Submariner de Rolex
- 1957 : Speedmaster d'Omega
- 1959 : Museum Watch de Movado
- 1960 : Accutron de Bulova, montre à diapason
- 1961 : Raketa de l'Usine de montres de Petrodvorets
- 1961 : Yema Superman première montre étanche a 300 m (990 ft)
- 1967 : Rolex Sea Dweller conçue en collaboration avec la Comex et dotée d'une valve à hélium
- 1969 : Monaco de TAG Heuer, popularisée par Steve McQueen
- 1969 : El Primero de Zénith, premier chronograph automatique et premier mouvement à 36 000 alternances/heure
- 1969 : Beta 21 du Centre électronique horloger de Neuchâtel, première montre-bracelet à quartz du monde
- 1970 : Seiko 5 de Seiko, montres automatiques
- 1970 : Astrographic de Zodiac, montres sans aiguilles
- 1971 : Astrolon de Tissot Research, première montre en plastique
- 1970 : Omega Seamaster "PloProf" créée en collaboration avec Jacques Yves Cousteau
- 1972 : Royal Oak d'Audemars Piguet, dessinée par Gérald Genta
- 1976 : Nautilus de Patek Philippe, dessinée par Gérald Genta
- 1978 : Delirium de ETA Manufacture Horlogère, la montre la plus plate du monde fabriquée en série[réf. nécessaire]
- 1982 : Swatch de Swatch Group
- 1983 : Casio G-Shock